# Religione norrena

I ciondoli Mjöllnir erano l'equivalente norreno della croce cristiana nella tarda epoca vichinga.

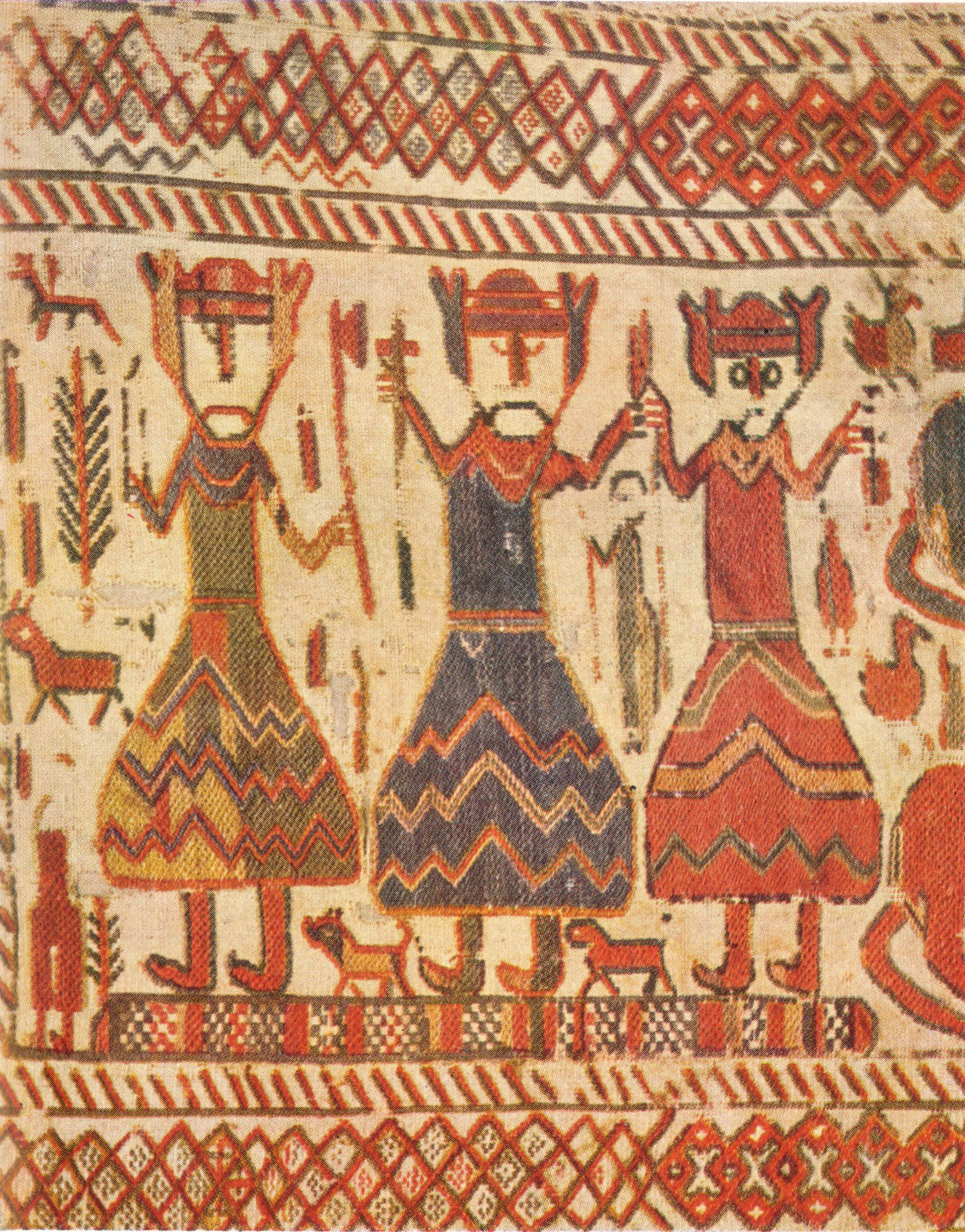
Tre figure sull'arazzo di Skog del XII secolo, interpretate come gli dei norreni Odino (un occhio), Thor (martello in mano) e Freyr.

La religione norrena, o paganesimo norreno, è l'insieme delle credenze e delle pratiche religiose diffuse tra i popoli germanici settentrionali, parlanti tra loro la lingua norrena, sviluppatasi a partire da un sostrato religioso certamente comune a tutti i Germani dal quale i Germani settentrionali si erano separati in epoca proto-norrena. Ancora ben attestato durante l'epoca vichinga (790-1066), il paganesimo fu sostituito dal cristianesimo fino a scomparire salvo che in alcune eco folcloristiche. Gli studiosi ricostruiscono aspetti della religione norrena in base alla linguistica storica, all'archeologia, alla toponomastica e ai documenti lasciati dai popoli della germanica settentrionale, come le iscrizioni in alfabeto runico del tipo Fuþark recente, estensione distintamente germanica settentrionale dell'alfabeto runico. Numerose sono le fonti scritte norrene, datate al XIII secolo, registranti informazioni sulla mitologia norrena legata all'antica religione.
La religione norrena era politeista ed il suo pantheon comprendeva diversi teonimi registrati: tra i più importanti figurano Odino e Thor. Le divinità nella mitologia norrena erano divise in due gruppi, gli Æsir e i Vanir, originariamente rivali e poi alleati, e da varie altre razze mitologiche (giganti, nani, elfi e spiriti della terra) dai connotati benigni o maligni. La cosmologia nordica ruotava attorno a un albero del mondo, Yggdrasill, con vari regni/mondi accanto a quello degli umani, chiamato Miðgarðr. Questi includono più regni dell'aldilà, molti dei quali controllati da una particolare divinità.
Trasmessa attraverso la cultura orale piuttosto che attraverso testi codificati, la religione norrena si concentrava fortemente sulla pratica rituale, con re e capi che giocavano un ruolo centrale nel compiere atti pubblici di sacrificio. Ricorreva a vari spazi cultuali: inizialmente spazi esterni, come boschetti e laghi, e solo dopo il III secolo edifici per specifiche attività, seppur poco diffusi. Frequente era anche la pratica del Seiðr, una forma di stregoneria che alcuni studiosi descrivono come sciamanica. Le pratiche funebri comprendevano sia inumazione sia cremazione, tipicamente accompagnate da una varietà di corredi funerari.
Nel corso della storia, si sono verificati diversi livelli di diffusione transculturale tra la religione norrena e quella dei popoli non-germani confinanti, fond. i Sami e i Finni. Nel XII secolo, la religione norrena fu sostituita dal cristianesimo ma taluni suoi elementi sopravvissero nel folclore locale. Una rinascita d'interesse per la religione norrena si verificò con il Romanticismo tedesco nel XIX secolo, quando l'antico credo ispirò diverse opere d'arte. La ricerca accademica sull'argomento principiò nel medesimo periodo, inizialmente influenzata dal pervasivo sentimento romantico.

## Terminologia
L'archeologo Anders Andrén ha osservato che "religione norrena" è «il nome convenzionale» applicato alle religioni pre-cristiane della Scandinavia. Altri termini usati da fonti accademiche includono "religione norrena pre-cristiana", "religione norrena", "paganesimo norreno", "paganesimo nordico", "paganesimo scandinavo", "etenismo scandinavo", "religione scandinava", "paganesimo settentrionale", "etenismo settentrionale", "religione germanica settentrionale", o "paganesimo germanico settentrionale". Questa religione norrena può essere vista come parte di una più ampia religione germanica che si trova in tutta l'Europa linguisticamente germanica delle cui diverse forme quella norrena è la meglio documentata.

Mappa degli insediamenti e delle attività dei norreni in Europa.

Radicata nella pratica rituale e nella tradizione orale, la religione era completamente integrata agli altri aspetti della vita dei Norreni: sussistenza, guerra, interazioni sociali, ecc. Basandoci sulle rilevanze attuali, riteniamo inesistente (eventualmente rara) la codifica delle credenze norrene. Gli stessi praticanti di questo sistema di credenze non avevano alcun termine che significasse "religione", introdotto solo con il cristianesimo, quando cioè apparvero i termini norreni indicanti il vecchio credo, forn sið ("antica usanza") o heiðinn sið ("usanza pagana"), termini che suggeriscono inoltre un'enfasi su rituali, azioni e comportamenti piuttosto che sulla credenza stessa. Il primo uso conosciuto del termine norreno heiðinn è nel poema Hákonarmál, di epoca cristiana.
La religione norrena è stata classificata come religione etnica, comunitaria non dottrinale. Variava nel tempo, in diverse regioni e località e in base alle differenze sociali. Ciò era in parte dovuto alla sua trasmissione orale e non scritta. Per questo motivo, gli archeologi Andrén, Kristina Jennbert e Catharina Raudvere hanno affermato che «la religione norrena precristiana non è una categoria uniforme o stabile», mentre la studiosa Karen Bek-Pedersen ha osservato che «l'antico sistema norreno di credenze dovrebbe probabilmente essere concepito al plurale, come diversi sistemi.» La storica della religione Hilda Ellis Davidson ha affermato che avrebbe spaziato da manifestazioni di «simbolismo complesso» a «semplici credenze popolari dei meno sofisticati.»
Durante l'epoca vichinga, i norreni probabilmente si consideravano un'entità più o meno unificata in ragione della lingua condivisa, il norreno. Lo studioso Thomas A. DuBois ha affermato che la religione norrena e altri sistemi di credenze pre-cristiane nel Nord Europa devono essere visti «non come entità linguistiche isolate e mutuamente esclusive ma come concetti ampi condivisi tra cultura e linee linguistiche, condizionate da simili fattori ecologici e da legami economici e culturali prolungati.» Durante questo periodo, i norreni interagirono strettamente con altri gruppi etno-culturali e linguistici, come i Sami, i Finnici del Baltico, gli Anglosassoni, gli Inuit groenlandesi e vari altri di lingue celtiche e slave. Si verificarono scambi economici, coniugali e religiosi. Gli individui ridotti in schiavitù delle isole britanniche erano comuni in tutto il mondo norreno durante l'epoca vichinga. Diversi elementi della religione norrena avevano origini e storie diverse; alcuni aspetti possono derivare dalla profondità della preistoria, altri emergono solo dopo l'incontro con il cristianesimo.

## Fonti
Secondo Hilda Ellis Davidson, la conoscenza odierna della religione norrena contiene «vaste lacune» e necessita cautela per evitare di «basare supposizioni selvagge su dettagli isolati.»

### Fonti scritte scandinave

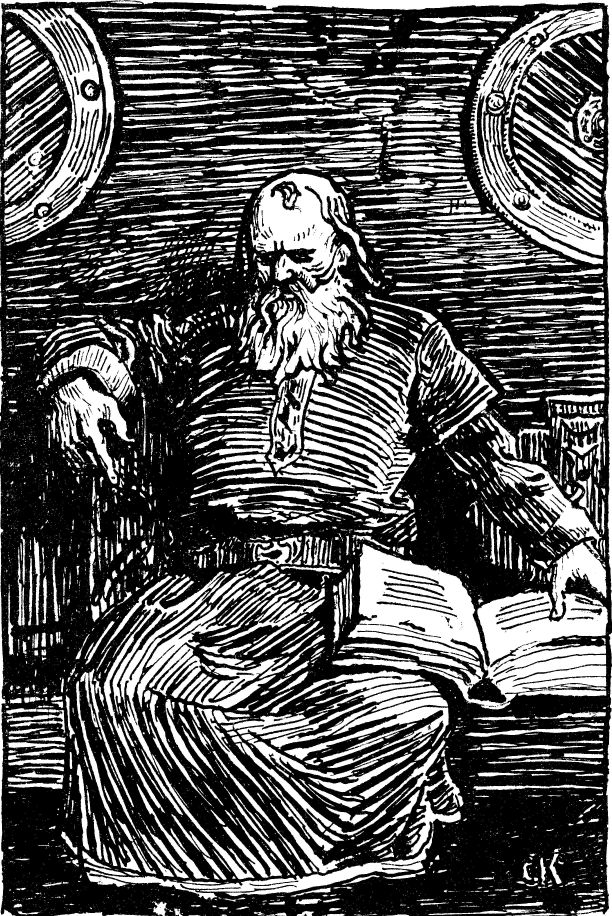
Snorri Sturluson, nell'illustrazione di Christian Krogh nell'edizione di Heimskringla del 1899

Dalla Scandinavia sopravvivono alcune iscrizioni runiche di contenuto religioso, solitamente inneggianti a Thor per la consacrazione o protezione d'una lapide commemorativa. Anche intagliare il suo martello, Mjöllnir, sulla pietra svolgeva questa funzione.
In contrasto con i pochi frammenti runici, un considerevole corpus di fonti letterarie e storiche sopravvive nei manoscritti norreni in alfabeto latino, creati dopo la conversione della Scandinavia, la maggior parte originari dell'Islanda. La prima ampia fonte testuale indigena per la religione norrena fu l'Edda poetica di Snorri Sturluson (1179-1241). Alcune delle fonti poetiche in particolare, l'Edda poetica e la poesia scaldica, potrebbero essere state originariamente composte da pagani, e Hávamál contiene sia informazioni sul misticismo pagano sia ciò che Ursula Dronke definì «una carrellata di obblighi rituali.» Informazioni su credenze e pratiche norrene compaiono nelle saghe, sia quelle storiche (es. Heimskringla e Landnámabók di Sturluson) che raccontano l'insediamento e l'antica storia islandese, sia le cosiddette "saghe degli islandesi" di illustri personaggi e/o schiatte; sia le saghe leggendarie di contenuto fantastico. Molti versi scaldici sono conservati nelle saghe. Delle opere originariamente pagane non possiamo sapere quali mutamenti avvennero né durante la trasmissione orale né in conseguenza della loro registrazione da parte dei cristiani. Le Saghe degli Islandesi, in particolare, sono ora considerate dalla maggior parte degli studiosi come finzioni più o meno storiche piuttosto che documenti storici dettagliati. Senza dubbio una grande quantità di poesia mitologica è andata perduta.
Altra importante fonte scritta è l'Edda in prosa di Sturluson che incorpora un manuale della mitologia norrena per l'uso dei poeti nella costruzione dei Kenning e include numerose citazioni, alcune delle quali sono l'unica testimonianza di poesie perdute, come Þjóðólfr da Hvinir. Il Prologo di Snorri evemerizza gli Æsir come troiani, derivando "Æsir" da "Asia", e alcuni studiosi hanno sospettato che molte delle storie che abbiamo solo da lui derivano dalla cultura medievale cristiana.

### Fonti scritte non scandinave
La prima fonte scritta non scandinava per la religione norrena fu la Germania di Tacito che risale a circa 100 d.C. e descrive le pratiche religiose di diversi popoli germanici ma ha pochi dati relativi alla Scandinavia. Nel Medioevo, diversi commentatori cristiani scrissero anche del paganesimo scandinavo, principalmente da una prospettiva ostile. I più noti di questi sono Adamo da Brema nel suo Gesta Hammaburgensis ecclesiae pontificum, scritto tra il 1066 e il 1072, che include una descrizione del tempio di Uppsala, e il Gesta Danorum di Saxo Grammaticus, composto nel XII secolo, che cita sia miti norreni sia loro pratiche religiose. Anche gli arabi musulmani scrissero resoconti sui norreni da loro incontrati, il più noto dei quali è Risala di Ahmad ibn Fadlan del X secolo, un resoconto dell'incontro tra l'arabo e dei variaghi che include una descrizione dettagliata di una nave funeraria.

### Fonti archeologiche e toponomastiche

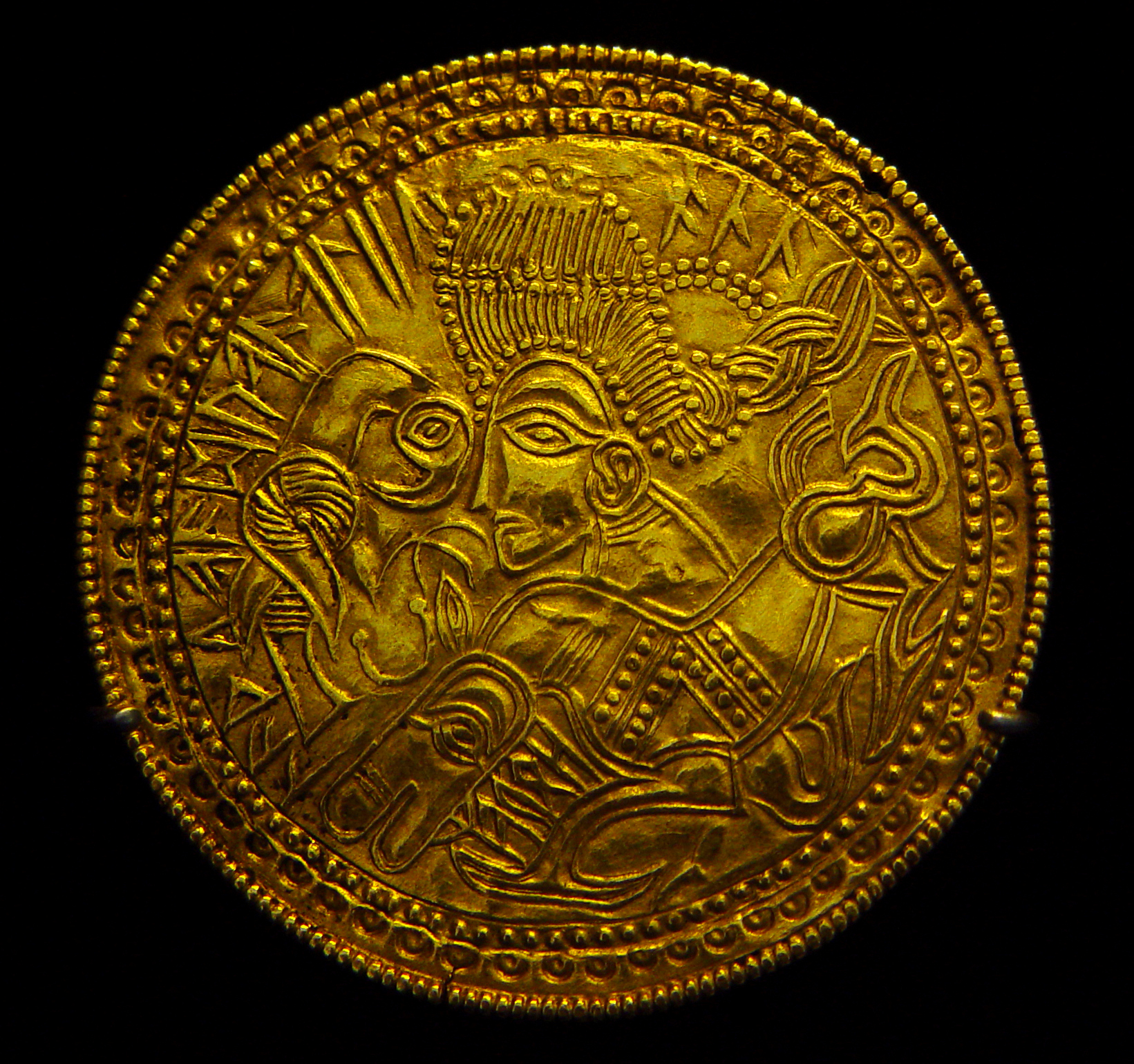
Bratteato rinvenuto in Fionia (Danimarca), noto come "Bratteato di Fionia" (DR BR42 = DR IK58) raffigurante "houaz", lett. "L'Alto", uno degli epiteti di Odino.

Poiché le fonti scritte sulla religione norrena sono state in gran parte rimaneggiate o contaminate dai cristiani, le prove archeologiche da siti religiosi e sepolture sono di grande importanza come fonte d'informazioni sulla religione norrena pre-cristiana. Molti aspetti della cultura materiale dei norreni (località di insediamento, manufatti, edifici, ecc.) possono svelare delle credenze e le prove archeologiche riguardanti le pratiche religiose indicano differenze cronologiche, geografiche e sociali molto maggiori di quanto suggerito dai testi.
Anche la toponomastica è particolarmente utile. I toponimi teoforici, inclusi i casi in cui una coppia di nomi di divinità si trovano nelle immediate vicinanze, forniscono un'indicazione dell'importanza della religione di quelle divinità in aree diverse, risalenti a prima delle nostre prime fonti scritte. L'evidenza toponomastica mostra una notevole variazione regionale  e alcune divinità, come Ullr e Hǫrn, si trovano più frequentemente, rispetto ai toponimi di Odino, in altre località.
Alcuni toponimi contengono elementi richiamanti la pratica religiosa: quelli formati con -vé, -hörgr, e -hof, suffisi indicanti luoghi religiosi di vario genere;  probabilmente anche quelli formati con -akr o -vin, lett. "campo", quando accoppiato con il nome di una divinità. Magnus Olsen ha studiato una tipologia di tali toponimi in Norvegia, postulando uno sviluppo nel culto pagano dai boschetti e dai campi solo successivamente spostatosi negli edifici/templi.
Anche l'onomastica è fonte d'informazioni sulla popolarità di alcune divinità: es. il nome di Thor era un elemento comune nei nomi sia maschili sia femminili in Islanda.

## Storia

### Età del ferro: origini
Andrén ha descritto la religione nordica come un «patchwork culturale» emerso da un sostrato d'influenze scandinave precedenti. Potrebbe aver avuto collegamenti con la cultura dell'Età del bronzo scandinava: mentre si ritiene che il sistema di credenze orientato al solare dell'età del bronzo in Scandinavia si sia estinto intorno al 500 a.C., un certo numero di motivi dell'età del bronzo, come la croce della ruota, riappaiono nell'età del ferro germanica (avviatasi intorno al 400-500 a.C.) Si ritiene spesso che si sia sviluppato da precedenti sistemi di credenze religiose comuni ai popoli germanici dell'età del ferro. Le lingue germaniche emersero probabilmente nel I millennio a.C. nell'attuale Germania settentrionale o Danimarca, dopodiché si diffusero. Molte delle divinità della religione nordica hanno parallelismi con altre società germaniche.
Le evidenze archeologiche sono particolarmente importanti per comprendere la fase proto-norrena della storia scandinava. Tacito è fonte ascrivibile a questo tempo e, secondo lo studioso Gabriel Turville-Petre, le sue osservazioni «aiutano a spiegare» la successiva religione nordica. Tacito descrisse i popoli germanici come dotati di sacerdoti, luoghi sacri all'aperto, sacrifici e feste stagionali. Tacito osserva che i popoli germanici erano politeisti e menziona alcune delle loro divinità cercando di percepirle attraverso equivalenti romani per renderle più comprensibili ai suoi lettori, applicando la consueta Interpretatio graeca come già Cesare fece a suo tempo presentando ai romani la religione dei Galli.

### Era vichinga: diffusione

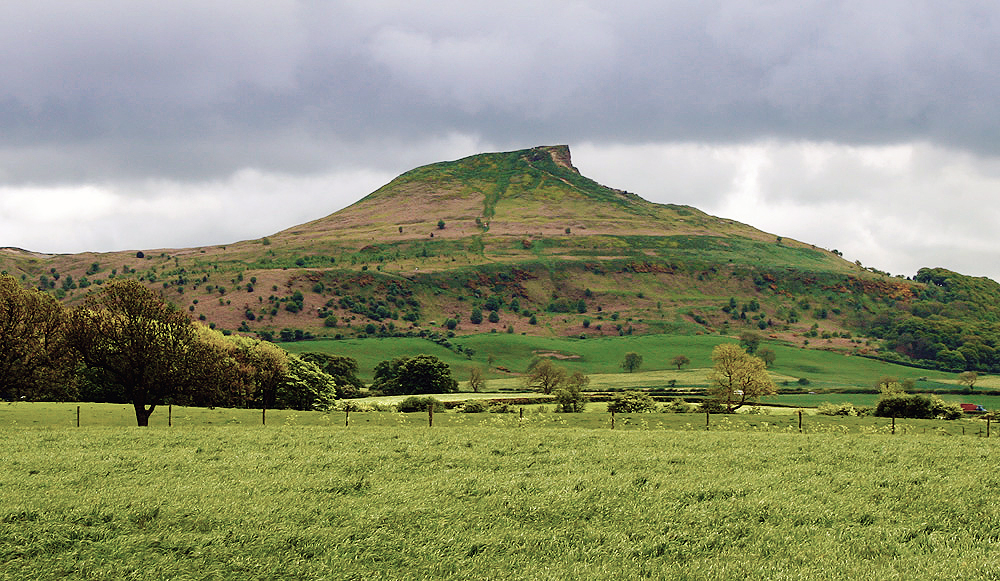
Roseberry Topping (Yorkshire), Inghilterra del Nord. Dopo l'insediamento scandinavo nell'area, il sito divenne noto con l'antico nome norreno Óðinsberg, it. "Collina di Odino".

Durante l'epoca vichinga, i norreni lasciarono la Scandinavia e si stabilirono in tutta l'Europa nordoccidentale, toccando sia aree poco o nulla popolate, come l'Islanda, le isole Orcadi e Shetland e le Isole Faroe, sia aree, come l'Inghilterra, il Galles sudoccidentale, la Scozia, le isole occidentali, l'isola di Man e l'Irlanda, già densamente popolate e civilizzate.
Negli anni '70 dell'800, coloni norreni lasciarono la loro patria e colonizzarono l'Islanda, portando con sé il loro sistema di credenze. Evidenze toponomastiche suggeriscono che Thor fosse il dio più popolare dell'isola, sebbene ci siano anche resoconti dalle saghe di devoti a Freyr, incluso un "sacerdote di Freyr" citato nella Hrafnkels saga Freysgoða. Non ci sono toponimi collegati a Odino sull'isola. A differenza di altre società nordiche, l'Islanda mancava di una monarchia e quindi di un'autorità centralizzata che potesse imporre l'adesione religiosa; c'erano sia comunità nordiche che cristiane dal momento del suo primo insediamento.
I coloni scandinavi portarono la religione norrena nella Gran Bretagna già cristiana negli ultimi decenni del IX secolo. Diversi toponimi britannici indicano possibili siti religiosi: es. Roseberry Topping nel North Yorkshire, conosciuto come Othensberg/Óðinsberg ("Collina di Odino") nel XII secolo. Diversi toponimi contengono anche riferimenti in norreno a entità religiose, come alfr, skratii e troll. La chiesa inglese si trovò nella necessità di condurre un nuovo processo di conversione per cristianizzare questa popolazione in arrivo.

### Cristianizzazione della Scandinavia: declino

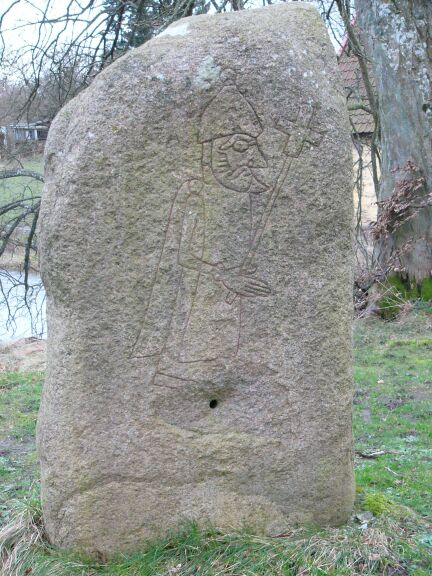
Pietra runica Sövestad 1, in Scania, raffigura un uomo che porta una croce.

Il mondo norreno incontrò il cristianesimo attraverso gli insediamenti nelle isole britanniche e i contatti commerciali con i cristiani orientali a Velikij Novgorod e Bisanzio. Quando il cristianesimo arrivò in Scandinavia, era già la religione accettata in gran parte dell'Europa. Non è chiaro come la Chiesa abbia convertito i coloni scandinavi, in parte a causa della mancanza di descrizioni testuali del processo di conversione paragonabile alla descrizione di Beda il Venerabile della conversione cristiana degli Anglosassoni. Tuttavia, sembra che i migranti scandinavi si convertirono al cristianesimo entro i primi decenni dal loro arrivo. Dopo che i missionari cristiani delle isole britanniche, tra cui Villibrordo, Bonifacio di Magonza e Villeado di Brema, ebbero predicato in varie parti dell'Europa settentrionale nell'VIII secolo, il sacro romano imperatore Carlo Magno promosse la cristianizzazione della Danimarca, con Ebbone di Reims, Halitgar di Cambrai e Villeado che facevano proselitismo nel regno durante il IX secolo. Il re danese Harald Klak (r. 812–827) si convertì (826) probabilmente per assicurarsi l'alleanza con Ludovico il Pio, successore di Carlo Magno, contro i suoi rivali per il trono. La monarchia danese tornò alla religione norrena sotto Horik II (r. 854–867 circa).
Re Haakon I di Norvegia (r. 934–961 circa) si convertì al cristianesimo in Inghilterra e, al ritorno in patria, pur mantenendo la propria fede riservata, incoraggiò la predicazione missionaria cristiana provocando una reazione pagana che portò, secondo la Heimskringla, all'incendio di tre chiese costruite vicino Trondheim. Il suo successore, Harald II di Norvegia (r. 961–970) , parimenti cristiano, ebbe scarso successo nel convertire i norvegesi alla sua religione. Hákon Sigurðarson, sovrano de facto della Norvegia (r. 975–995), fattosi battezzare sotto pressione del re danese, consentì ai cristiani di predicare nel regno ma sostenne con entusiasmo le usanze sacrificali pagane, affermando la superiorità delle divinità tradizionali e addirittura incoraggiando l'apostasia tra i neo-cristiani! Il suo regno vide l'emergere di un "paganesimo di stato", un'ideologia ufficiale che legava l'identità norvegese con l'identità pagana e che raccolse sostegno dalla sua leadership. Haakon fu ucciso nel 995 e Olaf I di Norvegia (r. 995–1000) , il successore, promosse con entusiasmo il cristianesimo; costrinse i norvegesi di alto rango a convertirsi, distrusse templi e uccise coloro che chiamava "stregoni". La Svezia fu l'ultimo paese scandinavo a convertirsi ufficialmente. Sebbene si sappia poco sul processo di cristianizzazione, è noto che i re svedesi si erano convertiti all'inizio dell'XI secolo e che il paese era completamente cristiano all'inizio del XII secolo.
Olaf I di Norvegia inviò il missionario sassone Þangbrandr in Islanda ma molti islandesi furono irritati dal suo proselitismo e lo bandirono quando uccise diversi scaldi che l'avevano insultato. L'animosità tra cristiani e pagani sull'isola crebbe e all'Althing nel 998 entrambe le parti si bestemmiarono a vicenda gli dèi. Nel tentativo di preservare l'unità, all'Althing del 999 si giunse ad un compromesso: la legge islandese si sarebbe basata sui principi cristiani, sia pure con concessioni al paganesimo, mentre sacrifici e riti pagani privati rimasero legali.
In tutta l'Europa germanica, la conversione al cristianesimo fu strettamente connessa ai legami sociali; la conversione di massa era la norma, piuttosto che la conversione individuale. Una delle motivazioni principali per la conversione dei re era il desiderio di sostegno da parte dei governanti cristiani, sia sotto forma di denaro, sanzione imperiale o sostegno militare. I missionari cristiani trovarono difficile convincere i norvegesi che i due sistemi di credenze si escludevano a vicenda. La natura politeistica della religione norrena permise ai suoi praticanti di includere Gesù nel novero degli altri dèi. L'incontro con il cristianesimo potrebbe anche aver stimolato nuove e innovative espressioni della cultura pagana, influenzando ad esempio vari miti pagani. Come con altre società germaniche, ha avuto luogo la sincretizzazione tra i sistemi di credenze in arrivo e quelli tradizionali. Per coloro che vivevano in aree isolate, le credenze precristiane probabilmente sopravvissero più a lungo, mentre altre si mescolarono al folclore.

### Sopravvivenze post-cristiane
Nel XII secolo, il cristianesimo era saldamente affermato in tutta l'Europa nordoccidentale. Per due secoli gli ecclesiastici scandinavi condannarono il paganesimo, anche se non è chiaro se costituisse ancora una valida alternativa al dominio cristiano, e presentarono spesso il paganesimo come basato sull'inganno o l'illusione, affermando che gli antichi dei erano uomini evemerizzati come divinità.
Le storie mitologiche norrene sopravvissero nella cultura orale per almeno due secoli, venendo registrate nel XIII secolo. Non è chiaro come questa mitologia sia stata tramandata. Sacche di pagani probabilmente mantennero le loro credenze per tutto l'XI e il XII secolo, o le stesse furono trasmesse ai cristiani che ne tramandarono la memoria pur disconnessa dalla fede. La storica Judith Jesch ha suggerito che dopo la cristianizzazione rimase un «paganesimo culturale» che riutilizzò i miti precristiani «in determinati contesti culturali e sociali» ufficialmente cristiani: es. temi e motivi mitologici norreni compaiono nella poesia della corte anglo-scandinava di Canuto il Grande (r. 1016–1035). Saxo è la prima figura medievale a interessarsi alle credenze precristiane dei suoi antenati, non per desiderio di farne rivivere la fede ma per interesse storico. Anche Sturluson partecipò a questo rinnovato interesse, esaminando i miti pagani da un punto di vista storico-culturale e mitografico. Di conseguenza, la mitologia norrena «sopravvisse a lungo a qualsiasi adorazione o credenza negli dei che raffigura.» Rimasero, tuttavia, resti di rituali pagani norreni per secoli dopo che il cristianesimo divenne la religione dominante in Scandinavia (v. Trollkyrka). Gli antichi dei continuarono ad apparire nel folclore svedese fino all'inizio del XX secolo. Ci sono resoconti documentati di incontri sia con Thor sia con Odino, insieme alla credenza nel potere di Freja sulla fertilità.

## Credenze
La mitologia norrena e le storie delle divinità norrene ci sono tramandati dall'Edda poetica e nella guida per gli Scaldi di Sturluson, l'Edda in prosa. Raffigurazioni di alcune di queste storie possono essere trovate su pietre illustrate a Gotland e in altri documenti visivi tra cui alcune croci paleocristiane, il che attesta quanto fossero ampiamente conosciute. I miti furono trasmessi puramente oralmente fino alla fine del periodo, e furono soggetti a variazioni; una poesia chiave, Vǫluspá, è conservata in due versioni varianti in diversi manoscritti, oltre che nei versi eddici in prosa, sostanzialmente vicini ad una delle due varianti e la rivisitazione dei miti da parte di Sturluson a volte varia dalle altre fonti testuali che sono conservate. Non esisteva un'unica versione autorevole di un mito particolare e si presume una variazione nel tempo e da un luogo all'altro, piuttosto che «un unico corpo di pensiero unificato.» In particolare, potrebbero esserci state influenze dalle interazioni con altri popoli, inclusi slavi settentrionali, finlandesi e anglosassoni, e la mitologia cristiana ha esercitato un'influenza crescente.

### Divinità

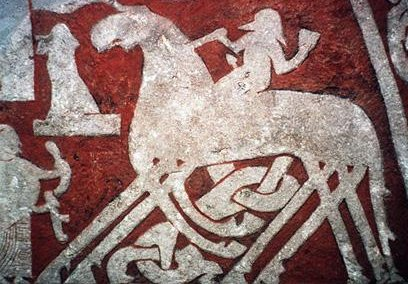
Odino sul suo cavallo Sleipnir.

La religione nordica antica era politeista, con molti dèi e dèe antropomorfi che esprimono emozioni umane e, in alcuni casi, sono sposati e hanno figli. Nei miti si dice che un dio, Baldr, sia morto. Le prove archeologiche sul culto di divinità particolari sono scarse, sebbene i toponimi possano anche indicare i luoghi in cui erano venerati. Per alcuni dei, in particolare Loki, non ci sono prove di adorazione; tuttavia, questo può essere cambiato da nuove scoperte archeologiche. Regioni, comunità e classi sociali probabilmente variavano negli dei che veneravano di più o per niente. Ci sono anche resoconti nelle saghe di individui che si sono dedicati a una singola divinità, descritto come fulltrúi o vinr (confidente, amico) come si vede nel riferimento di Egill Skallagrímsson alla sua relazione con Odino in il suo "Sonatorrek", un poema scaldico del X secolo per esempio. Questa pratica è stata interpretata come un passato pagano influenzato dal culto cristiano dei santi. Sebbene le nostre fonti letterarie siano tutte relativamente tardive, ci sono anche indicazioni di cambiamento nel tempo.
Fonti mitologiche norrene, in particolare Snorri e "Vǫluspá", distinguono tra due gruppi di divinità, gli Æsir e i Vanir, che combatterono una guerra durante la quale i Vanir abbatterono le mura della roccaforte degli Æsir, Ásgarðr, e alla fine fecero pace per mezzo di una tregua e lo scambio di ostaggi. Alcuni mitografi hanno suggerito che questo mito fosse basato sul ricordo di un conflitto in Scandinavia tra aderenti a diversi sistemi di credenze.
Le principali divinità tra gli Æsir includono Thor (che è spesso indicato nei testi letterari come Asa-Thor), Odino e Týr. Pochissimi Vanir sono nominati nelle fonti: Njörðr, suo figlio Freyr e sua figlia Freia; secondo Sturluson, tutti questi potrebbero essere chiamati Vanaguð (Vanir-dio), e Freyja anche Vanadís (Vanirdís). Lo stato di Loki all'interno del pantheon è problematico e, secondo Lokasenna e Vǫluspá e la spiegazione di Sturluson, viene imprigionato sotto terra fino a Ragnarǫk, quando combatterà contro gli dei. Già nel 1889, Sophus Bugge suggerì che questa fosse l'ispirazione per il mito di Lucifero.
Alcune delle dèe — Skaði, Rindr, Gerðr — appartengono alla stirpe dei Jǫtunn (giganti).
La parola norrena generale per le dee è Ásynjur, che è propriamente il femminile di Æsir . Un'antica parola per dea potrebbe essere dís, che è conservata come il nome di un gruppo di esseri soprannaturali femminili.

### Divinità localizzate e ancestrali
Le divinità ancestrali erano comuni tra i popoli ugro-finnici e rimasero una forte presenza tra i finlandesi e i Sami dopo la cristianizzazione. La venerazione degli antenati può aver avuto un ruolo nelle pratiche religiose private dei norvegesi nelle loro fattorie e villaggi. Nel X secolo, i pagani norvegesi tentarono di incoraggiare il re cristiano Haakon a prendere parte a un'offerta agli dei invitandolo a brindare agli antenati insieme a un certo numero di divinità nominate.
Sembra che Þorgerðr Hölgabrúðr e Irpa fossero dèe personali o familiari venerate da Haakon Sigurdsson, un defunto sovrano pagano della Norvegia.
È probabile che ci siano stati anche culti della fertilità locali e familiari; abbiamo un esempio riportato dalla Norvegia pagana nel culto familiare di Vǫlsi, dove viene invocata una divinità chiamata Mǫrnir.

### Altri esseri
Le Norne (non. Nornir) sono figure femminili che determinano il destino degli individui. Sturluson le descrive come un gruppo di tre ma lui e altre fonti alludono anche a gruppi più numerosi di Norme che decidono il destino dei neonati. Non è chiaro se fossero adorate. Si pensava che i Vættir, gli spiriti della terra, abitassero alcune rocce, cascate, montagne e alberi, e venivano fatte loro offerte. Per molti, potrebbero essere stati più importanti nella vita quotidiana degli dèi. I testi menzionano anche vari tipi di elfi e nani. I Fylgjur, spiriti guardiani, generalmente femminili, erano associati a individui e famiglie. Hamingjur, Dísir e Fanciulle cigno sono figure soprannaturali femminili di statura incerta all'interno del sistema di credenze; le Dísir potrebbero aver funzionato come Numi tutelari. Le Valchirie erano associate ai miti riguardanti Odino e si trovano anche nella poesia eroica come gli Helgi lays, dove sono raffigurate come principesse che assistono e sposano eroi.
Il conflitto con gli Jǫtnar (giganti) è un motivo frequente nella mitologia. Sono descritti sia come antenati che come nemici degli dèi. Gli dei sposano le gigantesse, ma i tentativi dei giganti di accoppiarsi con le dèe vengono respinti. La maggior parte degli studiosi ritiene che gli Jǫtnar non fossero adorati, sebbene questo sia stato messo in dubbio. Gli Jǫtnar eddici hanno parallelismi con le loro controparti folcloristiche successive, sebbene a differenza di loro abbiano molta saggezza.

### Cosmologia
Diversi resoconti della cosmogonia norrena, o mito della creazione, appaiono nelle fonti testuali sopravvissute ma non ci sono prove che questi siano stati certamente prodotti nel periodo precristiano. È possibile che si siano sviluppati durante l'incontro con il cristianesimo, quando i pagani dovettero definire un mito della creazione abbastanza complesso da rivaleggiare con quello cristiano o quando i missionari cristiani mediarono elementi e racconti norreni presentandoli come miti della creazione e della cosmogonia paralleli a quelli nella Bibbia per aiutare così gli indigeni alla comprensione della nuova religione tramite elementi nativi (una pratica comune impiegata dai missionari per facilitare la conversione di persone di diverse culture in tutto il mondo - v.si sincretismo). Secondo il racconto di Völuspá, l'universo era inizialmente un vuoto conosciuto come Ginnungagap. Apparve allora un gigante, Ymir, e dopo di lui gli dèi, che sollevarono la terra dal mare. Un racconto diverso è fornito in Vafþrúðnismál, che descrive il mondo formato dai componenti del corpo di Ymir: la terra dalla sua carne, le montagne dalle sue ossa, il cielo dal suo cranio e il mare dal suo sangue. Grímnismál descrive anche il mondo modellato dal cadavere di Ymir, sebbene aggiunga il dettaglio che i giganti sono emersi da una sorgente nota come Élivágar.
La Gylfaginning di Sturluson ribadisce che la cosmogonia norrena principiava dal concetto di vuoto cosmico, il Ginnungagap, da cui emersero due regni, il gelido e nebbioso Niflheimr e l'infuocato Múspellsheimr, quest'ultimo governato dal gigante del fuoco Surtr. Un fiume prodotto da questi regni si coagulò formando Ymir, mentre una mucca conosciuta come Auðhumla lo rifornì di latte. Audumbla leccò un blocco di ghiaccio per liberare Búri, il cui figlio Borr sposò una gigantessa di nome Bestla. Alcune delle caratteristiche di questo mito, come la mucca Auðhumla, non sono di chiara provenienza; Sturluson non specifica dove ha ottenuto questi dettagli, come ha fatto per altre parti dei miti, e può anche darsi si tratti di sue invenzioni personali.
La Völuspá ritrae Yggdrasill come un gigantesco frassino. Grímnismál afferma che le divinità vi si incontrano quotidianamente sotto per emettere un giudizio e che un serpente rosicchia le sue radici mentre un cervo pascola dai suoi rami più alti ed uno scoiattolo corre tra i due animali per trasmettere messaggi. Grímnismál afferma anche che Yggdrasil ha tre radici; sotto l'una risiede la dèa Hel, sotto l'altra i giganti del gelo e sotto la terza l'umanità. Sturluson riferisce anche che Hel e i giganti del gelo vivono sotto due delle radici ma collocano gli dèi, piuttosto che l'umanità, sotto la terza radice. Il termine Yggr significa "il terrorizzante" ed è sinonimo di Odino, mentre drasill era una parola poetica per cavallo e "Yggdrasil" significa pertanto "Destriero di Odino". Questa idea di un albero cosmico ha paralleli con quelle di varie altre culture e può riflettere parte di un comune patrimonio indoeuropeo.
La storia di Ragnarok sopravvive nella sua esposizione più completa nel Völuspá, sebbene elementi figurino anche nella poesia precedente. La storia di Ragnarok suggerisce che l'idea di un destino inevitabile pervadesse le visioni del mondo norrene. Ci sono molte prove che Völuspá sia stata influenzata dalla fede cristiana ed è anche possibile che il tema del conflitto seguito da un futuro migliore -  evidente in Ragnarok - riflettesse il periodo di conflitto tra il paganesimo e il cristianesimo.

## Misticismo, magia, animismo e sciamanesimo
Il mito conservato nel poema eddico Hávamál di Odino appeso per nove notti a Yggdrasil, sacrificato a sé stesso e morente per assicurarsi la conoscenza delle rune e di altra saggezza in quello che assomiglia a un rito iniziatico, prova il misticismo della religione norrena.
Gli dèi erano associati a due distinte forme di magia. Nel Hávamál e altrove, Odino è particolarmente associato alle rune e al galdr. Gli incantesimi, spesso associati alle rune, erano una parte centrale nella cura delle malattie di esseri umani e bestiame nella società norrena. Al contrario, il seiðr e le relative spæ che potevano coinvolgere sia la magia sia la divinazione, erano praticate principalmente femminili, note come vǫlur e Spæ-mogli, spesso effettuate in contesti comunitari su richiesta di un cliente/interessato. Le tombe femminili del IX e X secolo contenenti bastoni di ferro e corredi funerari sono state identificate su questa base come quelle di praticanti seiðr. Seiðr era associato alla dea vanica Freia; secondo un resoconto evemerizzato nella Saga degli Ynglingar, insegnò seiðr agli Æsir, ma implicava così tanto ergi ("mala-virilità, effeminatezza") che oltre allo stesso Odino, il suo uso era riservato alle sacerdotesse. Ci sono, tuttavia, menzioni di praticanti seiðr di sesso maschile in Heimskringla, ove sono condannati per la loro perversione.
Nella letteratura norrena, i praticanti del seiðr sono talvolta descritti come stranieri, in particolare Sami o Finlandesi o, in casi più rari, dalle isole britanniche. I praticanti come Þorbjörg Lítilvölva nella Saga di Erik il Rosso hanno fatto appello agli spiriti aiutanti per l'assistenza. Molti studiosi hanno indicato questa e altre somiglianze tra quanto riportato delle cerimonie seiðr e spæ e dello sciamanesimo. Lo storico della religione Dag Strömbäck lo considerava un prestito dalle tradizioni sciamaniche Sami o balto-finniche ma ci sono anche differenze rispetto alle pratiche registrate di Sami Noaide. Dal XIX secolo, alcuni studiosi hanno cercato di interpretare altri aspetti della stessa religione nordica rispetto allo sciamanesimo: es. l'auto-sacrificio di Odino sull'Albero del Mondo è stato paragonato alle pratiche sciamaniche ugro-finniche. Tuttavia, lo studioso Jan de Vries considerava il seiðr come uno sviluppo sciamanico indigeno tra i norreni e l'applicabilità dello sciamanesimo come struttura per interpretare le pratiche del norreno, persino il seiðr, è contestata da alcuni studiosi.

## Sepoltura e Aldilà

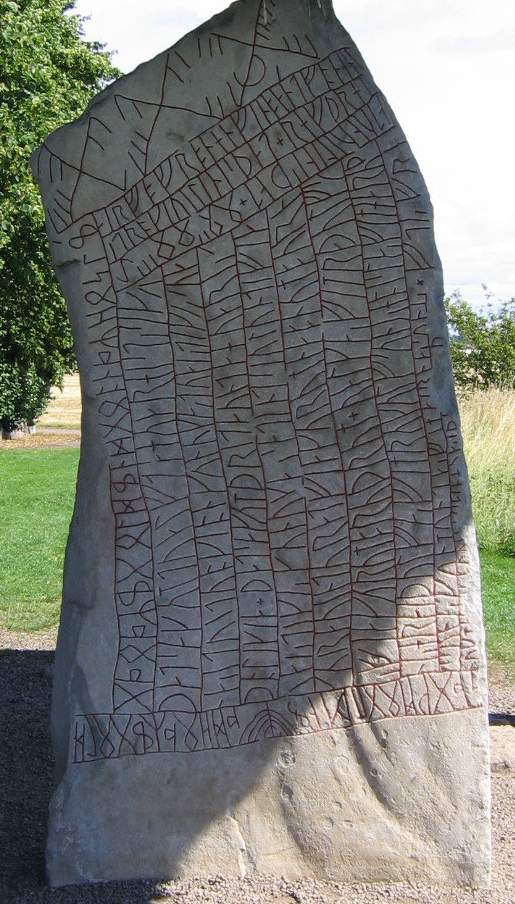
Descrizione della Valchiria nella Pietra runica di Rök.

La religione norrena aveva idee pienamente sviluppate sulla morte e sull'aldilà. Sturluson parla di quattro regni che accolgono i morti; sebbene le sue descrizioni riflettano una probabile influenza cristiana, l'idea di più oltretomba è probabilmente precristiana. A differenza del cristianesimo, la religione norrena non sembra aver aderito alla convinzione che le preoccupazioni morali influissero sulla destinazione dell'aldilà di un individuo.
I guerrieri che morivano in battaglia divenivano Einherjar ed erano portati nella sala di Odino, il Valhalla, ove avrebbero atteso il Ragnarok per combattere al fianco degli Æsir. Secondo il Grímnismál, il Valhalla aveva 540 porte, un lupo fuori dalla porta occidentale ed un'aquila che vi volava sopra. In quella poesia, si afferma anche che un cinghiale di nome Sæhrímnir viene mangiato ogni giorno e che una capra di nome Heiðrún si trova in cima al tetto della sala producendo una scorta infinita di idromele. Non è chiaro quanto fosse diffusa una credenza nel Valhalla nella società norrena; potrebbe essere stata una creazione letteraria progettata per soddisfare le aspirazioni della classe dirigente, poiché l'idea di guerrieri defunti che devono prestare servizio militare a Odino è parallela alla struttura sociale di cui i guerrieri e il loro signore. Non ci sono prove archeologiche che alludano chiaramente a una credenza nel Valhalla.
Secondo Snorri, una metà degli uccisi va nel Valhalla e l'altra nella sala di Frejya, Fólkvangr, mentre coloro che muoiono di malattia o di vecchiaia vanno in un regno noto come Hel ove si trovò anche il dio Baldr dopo la sua morte. Il concetto di Hel come luogo dell'aldilà non compare mai nella poesia scaldica dell'era pagana, dove "Hel" fa sempre riferimento alla dea eponima. Sturluson menziona anche la possibilità che i morti raggiungano la sala di Brimir a Gimlé, o la sala di Sindri nei Niðafjöll.
Varie saghe e il poema eddaico Helgakviða Hjörvarðssonar si riferiscono ai morti che risiedono nelle loro tombe, dove rimangono coscienti. In queste fonti del XIII secolo, i fantasmi (Draugr) sono in grado di perseguitare i vivi. Sia la Laxdæla Saga sia Eyrbyggja Saga collegano le sepolture pagane con i fantasmi.
Nei resoconti mitologici, la divinità più strettamente associata alla morte è Odino. In particolare è legato alla morte per impiccagione; questo è evidente in Hávamál, una poesia che si trova nell'Edda poetica. Nella stanza 138 di Hávamál, Odino descrive il suo "auto-sacrificio", in cui si impicca a Yggdrasill, l'albero del mondo, per nove notti, al fine di ottenere saggezza e poteri magici. Nella tarda Saga di Gautreks, il re Víkarr viene impiccato e poi trafitto da una lancia mentre il suo carnefice recita la formula «Ora ti do a Odino.»

## Pratica religiosa dei Norreni
I resoconti testuali suggeriscono una gamma di rituali, dai grandi eventi pubblici ai più frequenti riti privati e familiari, che si sarebbero intrecciati con la vita quotidiana. Tuttavia, le fonti scritte sono vaghe sui rituali norreni e molti sono invisibili per noi ora anche con l'assistenza dell'archeologia. Le fonti menzionano alcuni rituali rivolti a divinità particolari ma la comprensione della relazione tra il rituale e il mito norreni rimane speculativa.

### Sacrificio

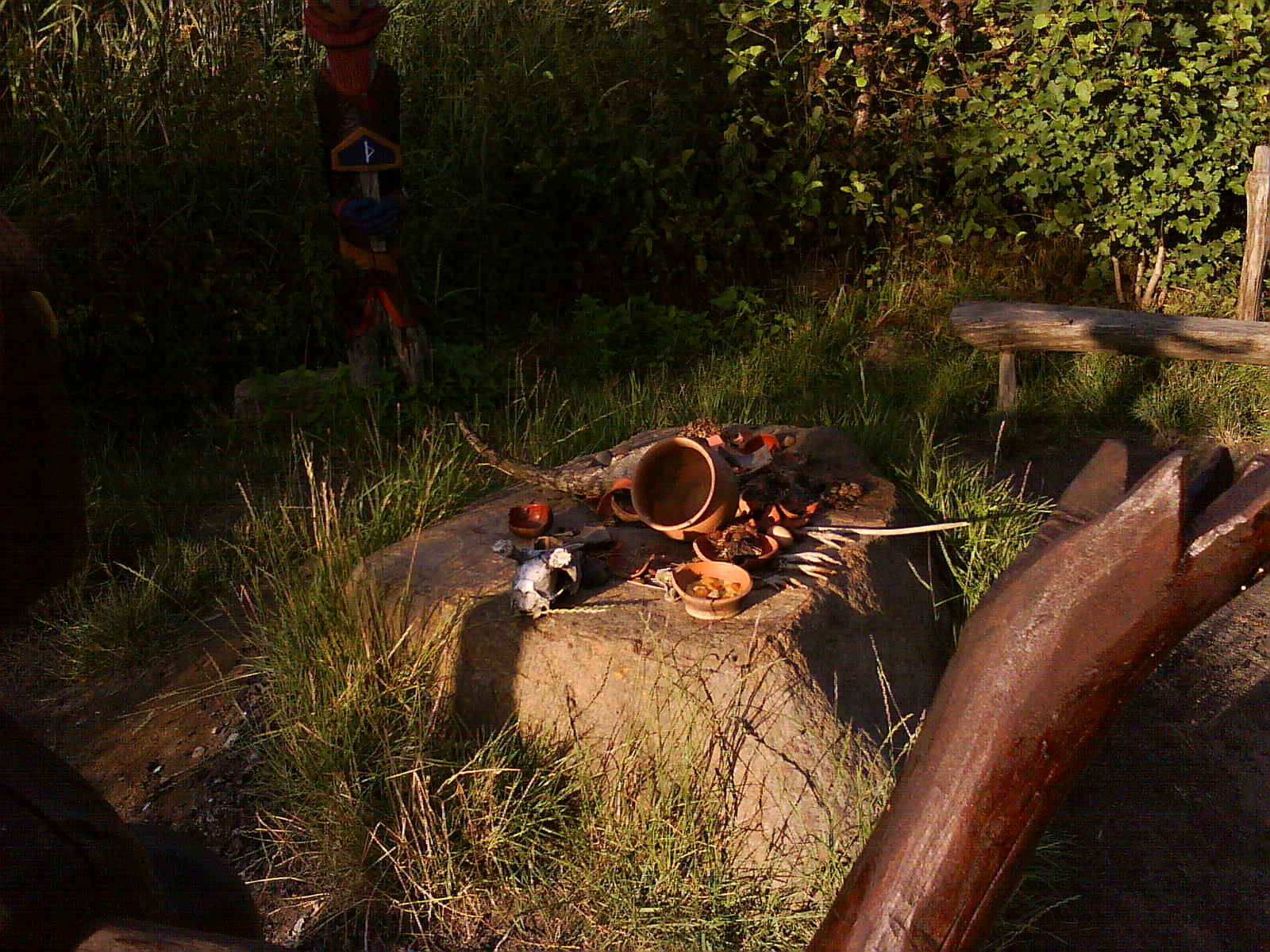
Ricostruzione di un'offerta di cibo dopo un blót dell'epoca vichinga.

Il rituale religioso principale nella religione norrena sembra essere stato il sacrificio, o blót. Molti testi, sia in norreno che altri, si riferiscono a sacrifici. La "Saga di Hákon il Buono" nella Heimskringla afferma che c'erano blót obbligatori, in cui gli animali venivano massacrati e il loro sangue, chiamato hlaut, spruzzato sugli altari e sulle pareti interne ed esterne del tempio, e brindisi rituali venivano bevuti durante il sacrificio che ne seguì festa; le coppe venivano passate sul fuoco e loro e il cibo venivano consacrati con un gesto rituale dal capotribù; Il re Hákon, cristiano, fu costretto a partecipare ma si fece il segno della croce. La descrizione del tempio di Uppsala nella Storia di Adamo di Brema include un resoconto di una festa ogni nove anni in cui nove maschi di ogni specie di animale venivano sacrificati ei corpi venivano appesi nel bosco sacro del tempio. Ci possono essere stati molti metodi di sacrificio: un certo numero di resoconti testuali si riferiscono al corpo o alla testa dell'animale macellato appeso a un palo o ad un albero. Oltre alle feste stagionali, un blót di animali poteva aver luogo, ad esempio, prima dei duelli, dopo la conclusione di affari tra commercianti, prima della partenza per assicurare venti favorevoli, e ai funerali. Resti di animali di molte specie sono stati trovati in tombe del periodo antico nordico, e il racconto di Ibn Fadlan di una sepoltura di una nave include il sacrificio di un cane, animali da tiro, mucche, un gallo e un gallina così come quella di una serva.
Nel poema eddico Hyndluljóð, Freia esprime apprezzamento per i molti sacrifici di buoi fattile dal suo accolito, Óttar. Nella Hrafnkels saga Freysgoða, Hrafnkell è chiamato Freysgoði per i suoi numerosi sacrifici a Freyr. Potrebbero anche esserci indicatori con cui possiamo distinguere i sacrifici a Odino, associato all'impiccagione, e alcuni testi associano in particolare l'uccisione rituale di un cinghiale con i sacrifici a Freyr ma in generale l'archeologia non è in grado di identificare la divinità a cui è stato fatto un sacrificio.
I testi alludono spesso al sacrificio umano. I pozzi del tempio in cui le persone venivano sacrificate annegate sono menzionati nella descrizione di Uppsala di Adamo di Brema e nelle saghe islandesi, dove sono chiamati blótkelda o blótgrǫf, e Adamo di Brema afferma anche che le vittime umane erano incluse tra quelle appese tra gli alberi di Uppsala. Nella Saga di Gautrekr, le persone si sacrificano durante una carestia saltando dalle scogliere,
 e sia la Historia Norvegiæ sia la Heimskringla si riferiscono alla morte volontaria del re Dómaldi come a un sacrificio per scongiurare i cattivi raccolti. Le menzioni di persone «condannate al sacrificio» e "l'ira degli dei" contro i criminali suggeriscono un significato sacrale per la pena di morte; in Landnamabók il metodo di esecuzione è dato come se avesse la schiena rotta su una roccia. È possibile che alcune mummie di palude dalle torbiere nel nord della Germania e in Danimarca e datati all'età del ferro fossero sacrifici umani. Tale pratica potrebbe essere stata collegata all'esecuzione di criminali o di prigionieri di guerra, e Tacito afferma anche che tale tipo di esecuzione era usata come punizione per «il codardo, l'imprudente e l'uomo macchiato di vizi abominevoli» per la ragione che queste erano considerate «infamie che dovrebbero essere seppellite alla vista.» D'altra parte, alcune menzioni testuali di una persona che viene "offerta" a una divinità, come un re che offre suo figlio, possono riferirsi a una "dedizione" non sacrificale.
L'evidenza archeologica supporta la relazione di Ibn Fadlan sul sacrificio umano funerario con vari casi di sepoltura d'un morto per cause naturali accompagnato da un altro di morte violenta: es. a Birka un giovane decapitato fu posto sopra un uomo più anziano sepolto con un corredo di armi; a Gerdrup, vicino a Roskilde, una donna fu sepolta accanto a un uomo il cui collo era stato spezzato; ecc. Il supporto archeologico a questa parte del racconto di Ibn Fadlan spinge a supporre che anche quegli elementi che l'archeologia non riesce oggi a confermare, come gli incontri sessuali, possano essere stati accurati.

### Deposizione
La deposizione di manufatti nelle zone umide era una pratica in Scandinavia durante molti periodi della preistoria. Nei primi secoli dell'era volgare, un gran numero di armi distrutte furono collocate nelle zone umide: per lo più lance e spade, ma anche scudi, strumenti e altre attrezzature. A partire dal V secolo la natura dei depositi delle zone umide cambiò; in Scandinavia, fibule e bratteate furono collocate all'interno o accanto alle zone umide dal V alla metà del VI secolo, e di nuovo a partire dalla fine dell'VIII secolo, quando ricominciarono a essere depositate armi, gioielli, monete e strumenti, la pratica durò fino all'inizio dell'XI secolo. Questa pratica si estendeva alle aree non scandinave abitate da norreni; per esempio in Gran Bretagna, una spada, strumenti e ossa di bovini, cavalli e cani venivano depositati sotto un molo o un ponte sul fiume Hull. Gli scopi precisi di tali deposizioni non sono chiari. 
È più difficile trovare depositi ritualizzati sulla terraferma. Tuttavia, a Lunda (che significa "Bosco sacro") vicino a Strängnäs, nel Södermanland, sono state trovate prove archeologiche su una collina di presumibilmente attività rituale dal II secolo a.C. fino al X secolo, inclusa la deposizione di perline, coltelli e punte di freccia incombusti del VII-IX secolo. Anche durante gli scavi nella chiesa di Frösö, ossa di orso, alce, cervo, maiali, bovini e pecore/capre del IX o X secolo sono state trovate attorno a un albero di betulla che probabilmente aveva associazioni sacrificali e forse rappresentava Yggdrasill.

### Riti di passaggio
Un bambino era accolto nella famiglia tramite un rituale di aspersione con acqua (non. ausa vatni) menzionato in due poemi eddici, Rígsþula e "Hávamál", e in seguito gli si dava un nuovo nome. Il bambino prendeva spesso il nome da un parente morto, poiché esisteva una credenza tradizionale nella rinascita, in particolare in famiglia. Prima del ausa vatni, il bambino poteva essere rifiutato e le prime leggi della Norvegia contemplavano l'infanticidio.
Fonti norrene descrivono anche rituali per l'adozione (la legge norvegese Gulating ordinava al padre adottivo, seguito dal bambino adottivo, quindi tutti gli altri parenti, di entrare a turno in una scarpa di cuoio appositamente realizzata) e la fratellanza di sangue (un rituale in piedi sulla nuda terra sotto una striscia d'erba tagliata in modo speciale, chiamata jarðarmen che forse stava nuovamente a simboleggiare la morte e rinascita).
I matrimoni si verificano nelle saghe familiari islandesi. La parola norrena Brúðhlaup/Brúðkaup ha affini in molte altre lingue germaniche e significa "corsa della sposa"; è stato suggerito che questo indichi una tradizione di furto della sposa ma altri studiosi, tra cui Jan de Vries, lo interpretarono come un rito di passaggio che trasportava la sposa dalla sua famiglia natale a quella del marito. La sposa indossava un velo di lino o un copricapo, come menzionato nel poema eddico Rígsþula (non. gekk hón und líni), e gli dèi Freyr e Thor sono associati ai matrimoni in alcune fonti letterarie. Nella descrizione di Adamo da Brema del Tempio di Uppsala, si menzionano offerte a Fricco (presumibilmente Freyr) in occasione dei matrimoni, e nel poema eddico Þrymskviða, Thor recupera il suo martello quando è deposto nel suo grembo travestito in una rituale di consacrazione del matrimonio. "Þrymskviða" menziona anche la dea Vár come consacrante dei matrimoni; Sturluson afferma in Gylfaginning di sentire i voti che uomini e donne si fanno l'un l'altro ma il suo nome probabilmente significa "amato" piuttosto che essere etimologicamente collegato al norreno várar, "voti".
La sepoltura dei morti è il rito di passaggio norreno di cui abbiamo la maggior parte delle prove archeologiche. C'è una notevole variazione nelle pratiche di sepoltura, sia spazialmente che cronologicamente, il che suggerisce una mancanza di dogma sui riti funebri. Cremazioni e inumazioni coesistono in Scandinavia con l'eccezione dell'Islanda vichinga ove si praticava solo l'inumazione con un'unica possibile eccezione. I morti vengono trovati sepolti in fosse, bare o camere di legno, barche o cisterne di pietra; resti cremati sono stati trovati vicino alla pira funeraria, sepolti in una fossa, in una pentola o fusto e sparsi per terra. La maggior parte delle sepolture sono state trovate nei cimiteri, ma le tombe solitarie non sono sconosciute. Alcuni siti funerari non sono stati contrassegnati, altri sono stati commemorati con pietre erette o tumuli.

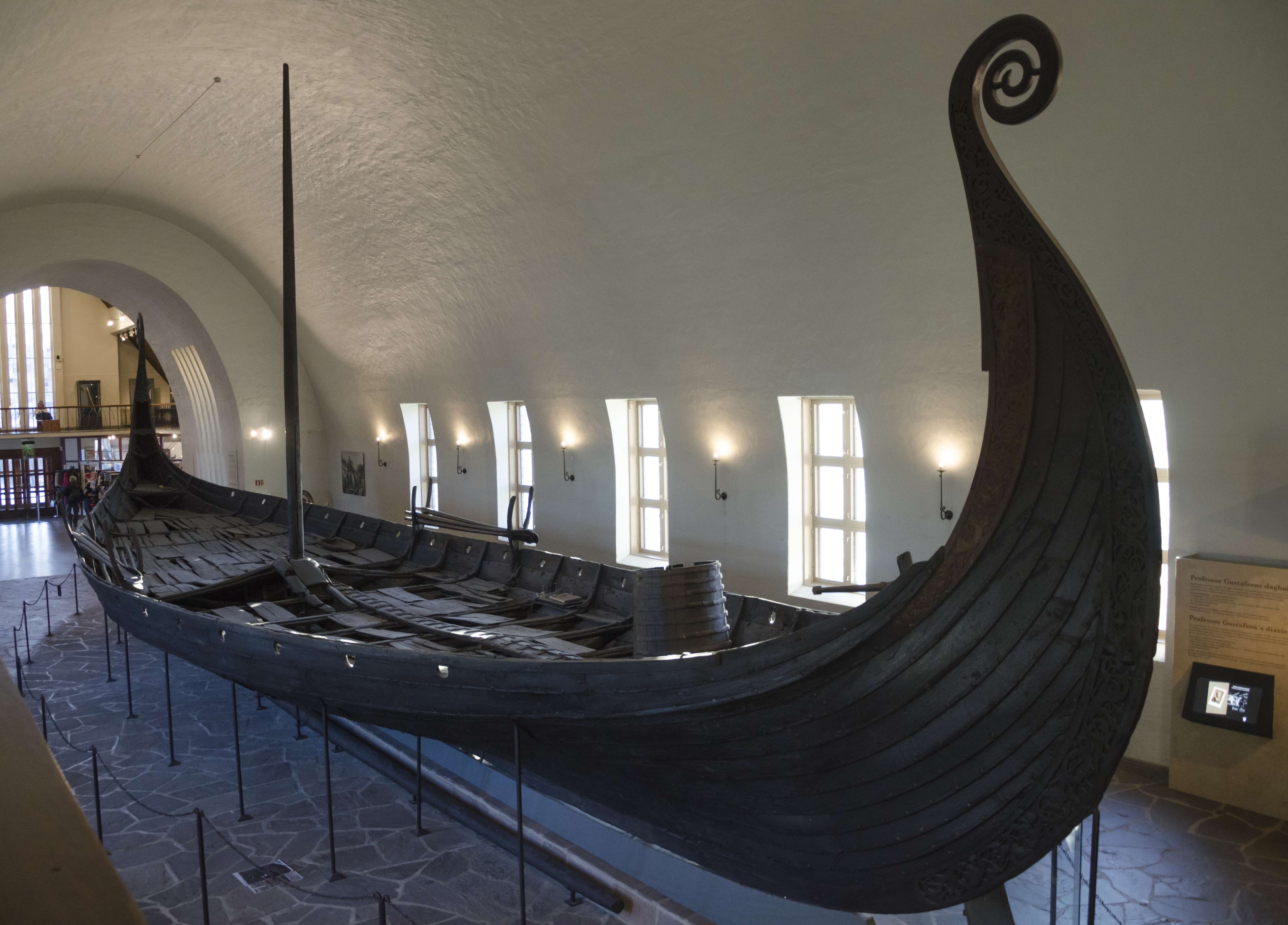
La Nave di Oseberg conteneva i corpi di due donne e fu sepolta sotto un tumulo di terra.

I corredi funerari sono presenti sia nelle sepolture per inumazione sia per cremazione. Questi sono spesso costituiti da resti di animali; ad esempio, nelle tombe pagane islandesi, i resti di cani e cavalli sono i corredi funerari più comuni. In molti casi, i corredi funerari e altre caratteristiche della tomba riflettono la stratificazione sociale, in particolare nei cimiteri delle città mercato come Hedeby e Kaupang. In altri casi, come in Islanda, i cimiteri ne mostrano pochissime prove.
La nave funeraria è una forma di inumazione d'élite attestata sia nella documentazione archeologica che nel resoconto scritto di Ibn Fadlan. Esempi scavati includono la sepoltura della Nave di Oseberg vicino a Tønsberg in Norvegia, un'altra a Klinta su Öland, e la sepoltura della nave Sutton Hoo in Inghilterra. Una sepoltura in barca a Kaupang in Norvegia conteneva un uomo, una donna e un bambino che giacevano adiacenti l'uno all'altro accanto ai resti di un cavallo e di un cane smembrato. Il corpo di una seconda donna a poppa era adornato di armi, gioielli, un calderone di bronzo e un'asta di metallo; gli archeologi hanno suggerito che potrebbe essere stata una maga. In alcune aree del mondo nordico, in particolare la Norvegia costiera e le colonie atlantiche, le sepolture su barche più piccole sono sufficientemente comuni da indicare che non era più solo un'usanza d'élite.
La sepoltura delle navi è anche menzionata due volte nel corpus letterario-mitico dell'antico norvegese. Un passaggio della Saga degli Ynglingar di Sturluson afferma che Odino, presentato come un re umano in seguito divinizzato, istituì leggi secondo cui i morti sarebbero stati bruciati su una pira con i loro averi e tumuli funerari o pietre commemorative erette per i più importanti uomini. Anche nella sua Edda in prosa, il dio Baldr viene bruciato su una pira sulla sua nave, Hringhorni, che viene lanciata in mare con l'aiuto della gigantessa Hyrrokkin; Snorri scrisse dopo la cristianizzazione dell'Islanda, ma attinse al poema scaldico di Úlfr Uggason "Húsdrápa".

## Sacerdoti e re

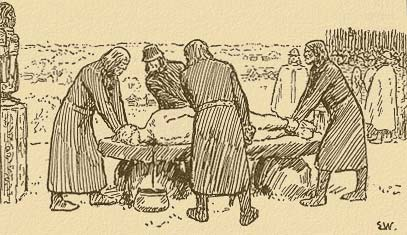
Il sacrificio di Dómaldi - ill. di Erik Werenskiold.

Non ci sono prove di un sacerdozio professionale tra i norreni e, piuttosto, attività di culto erano svolte da membri della comunità che avevano anche altre funzioni e posizioni sociali. Nella società norrena, l'autorità religiosa era imbrigliata all'autorità secolare: non c'era separazione tra istituzioni economiche, politiche e simboliche. Sia le saghe dei re norvegesi sia il racconto di Adamo di Brema affermano che re e capi svolgevano un ruolo di primo piano nei sacrifici cultuali. Nell'Islanda medievale, il goði era un ruolo sociale che combinava funzioni religiose, politiche e giudiziarie, responsabile di servire come capo del distretto, negoziare controversie legali e mantenere l'ordine tra i suoi þingmenn. La maggior parte delle prove suggerisce che l'attività di culto pubblico era in gran parte appannaggio dei maschi di alto rango nella società nordica. Tuttavia, ci sono delle eccezioni. Il Landnámabók si riferisce a due donne che ricoprono la posizione di gyðja, entrambe appartenenti a famiglie di rango principesco. Nel racconto di Ibn Fadlan, l'arabo descrive una donna anziana conosciuta come "Angelo della morte" che sovrintendeva a un rituale funerario.
Tra gli studiosi, si è discusso molto sul fatto che la regalità sacra, in cui il monarca era dotato di uno status divino e quindi era responsabile di garantire che i bisogni di una comunità fossero soddisfatti con mezzi soprannaturali, fosse praticata tra le comunità norrene. Secondo alcuni, prova ne sarebbe la menzione nel Ynglingatal dell'uccisione rituale del re svedese Dómaldi per placare una carestia ma altri sostengono possa trattarsi di un semplice caso di omicidio politico nel contesto d'un colpo di Stato.

## Il luogo sacro

### Riti all'aperto

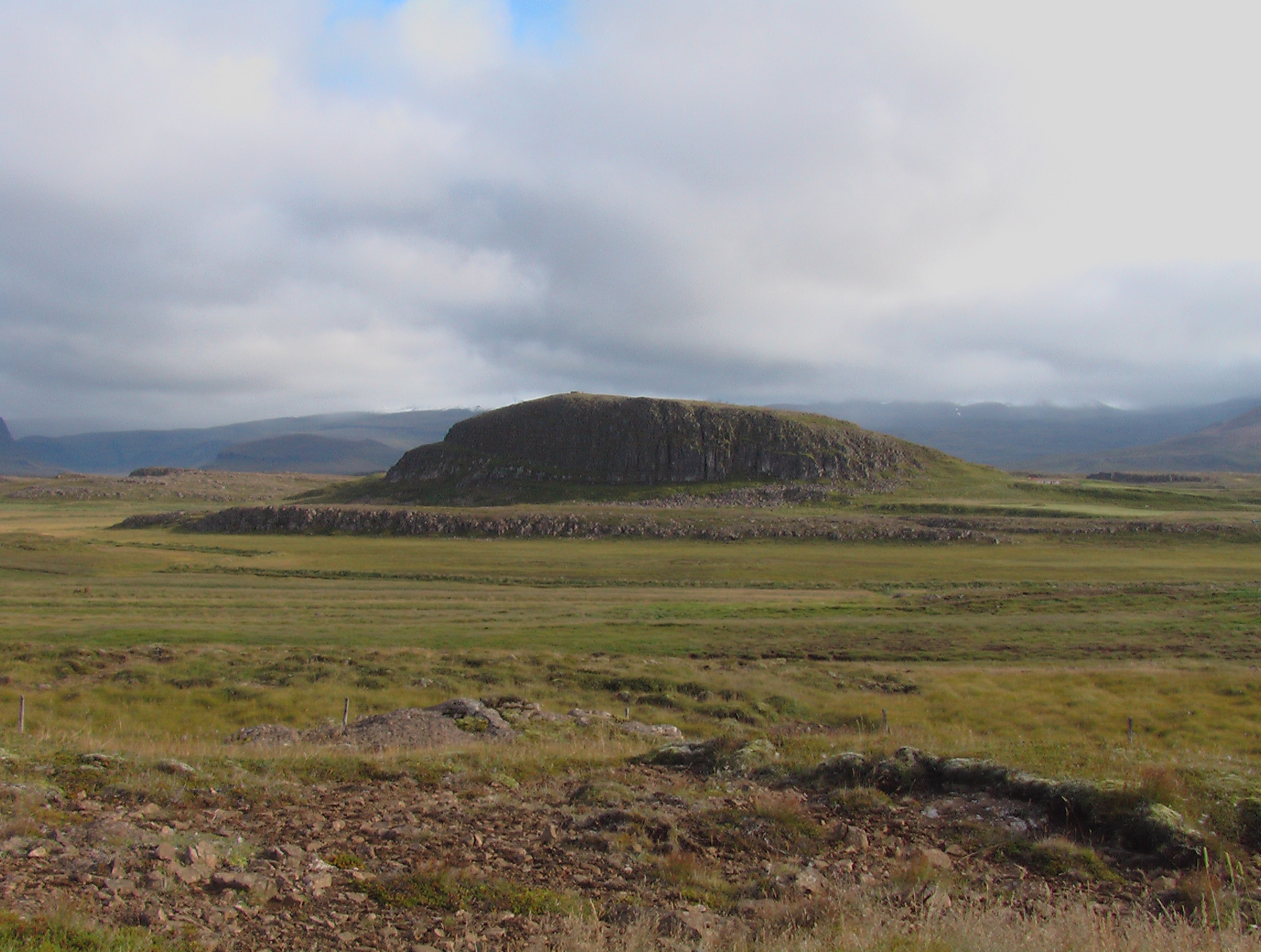
Helgafell, una montagna nell'Islanda occidentale, è presentata nelle saghe islandesi come sacra a Thor.

Le pratiche religiose norrene si svolgevano spesso all'aperto: es. a Hove, nel Trøndelag (Norvegia), le offerte venivano poste su una fila di pali recanti immagini di divinità. Termini particolarmente associati al culto all'aperto sono vé (santuario) e hörgr (tumulo o altare di pietra). Molti toponimi contengono questi elementi in associazione con il nome di una divinità: es. Lilla Ullevi (composto con il nome del dio Ullr) nella parrocchia di Bro, Uppland (Svezia), gli archeologi hanno trovato un'area rituale coperta di pietra e resti di offerte rituali ivi depositate tra cui oggetti d'argento, anelli e un forcone da carne. L'evidenza del toponimo suggerisce che le pratiche di culto potrebbero aver avuto luogo anche in molti diversi tipi di siti, inclusi campi e prati (vangr, vin), fiumi e laghi, paludi, boschetti ( lundr ) e singoli alberi e rocce.
Alcune saghe islandesi menzionano precisi luoghi sacri. Nelle saghe Landnámabók e Eyrbyggja saga si dice che i membri di una famiglia che adorava particolarmente Thor siano passati dopo la morte nella montagna Helgafell (montagna sacra), che non doveva essere contaminata da spargimenti di sangue o escrementi, e nemmeno da guardare senza lavarsi primo. Il culto della montagna è menzionato anche in Landnámabók come un'antica tradizione norvegese a cui la famiglia di Auðr la Mente Profonda tornò dopo la sua morte; la studiosa Hilda Ellis Davidson lo considerava associato in particolare al culto di Thor. In Víga-Glúms saga, il campo Vitazgjafi (certo donatore) è associato a Freyr e similmente non deve essere contaminato. Lo studioso Stefan Brink ha sostenuto che si può parlare di una "geografia mitica e sacrale" nella Scandinavia precristiana.

### Templi

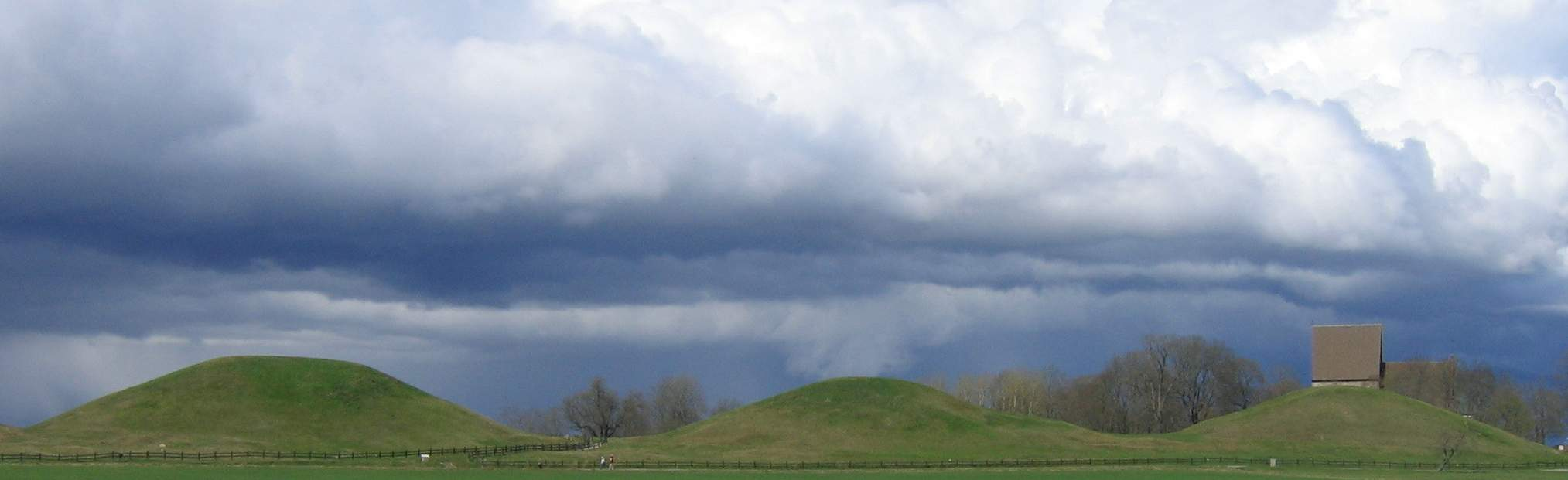
Tumuli funerari reali e chiesa a Gamla Uppsala, città presso la quale Adamo da Brema indicò l'esistenza d'un grande tempio norreno.

Molte delle saghe si riferiscono a case o templi di culto, generalmente chiamati in norreno con il termine "hof". Ci sono descrizioni dettagliate di grandi templi, inclusa un'area separata con immagini di divinità e l'aspersione di sangue sacrificale usando ramoscelli in modo simile all'uso cristiano dell'aspersorio, in Kjalnesinga saga e Eyrbyggja saga. La descrizione di Sturluson di un blót nella Heimskringla aggiunge ulteriori dettagli sull'aspersione di sangue. Adamo da Brema, nell'XI secolo, descrive con dovizia il Tempio di Uppsala in cui si svolgevano regolarmente sacrifici umani e contenente statue di Thor, Odino e Frikko (presumibilmente Freyr); uno Scolio aggiunge il dettaglio che una catena d'oro pendeva dalla grondaia.
Questi dettagli appaiono esagerati e probabilmente in debito con le chiese cristiane e, nel caso di Uppsala, con la descrizione biblica del Tempio di Salomone. Sulla base della scarsità di prove archeologiche per case di culto dedicate, in particolare sotto i primi edifici ecclesiastici in Scandinavia, dove si prevedeva che si trovassero, e inoltre sull'asserzione di Tacito che le tribù germaniche lo fecero non limitando le loro divinità agli edifici, molti studiosi hanno creduto che gli hof fossero in gran parte un'idea cristiana della pratica precristiana. Nel 1966, sulla base dei risultati di un'ampia indagine archeologica della maggior parte della Scandinavia, l'archeologo danese Olaf Olsen propose il modello della "fattoria/tempio" secondo cui l'hof non sarebbe stato un edificio dedicato bensì la casa lunga dimora del contadino più importante del distretto utilizzata per le celebrazioni della comunità quando richiesto.
Dopo l'indagine di Olsen, tuttavia, in Scandinavia sono emerse prove archeologiche di edifici templari. Sebbene l'iniziale interpretazione di Sune Lindqvist dei buchi dei pali trovati sotto la chiesa di Gamla Uppsala come i resti di un edificio quasi quadrato con un tetto alto si sia rivelata un abbaglio, gli scavi nelle vicinanze condotti negli anni '90 hanno portato alla luce un insediamento e un lungo edificio che potrebbe essere stata una casa lunga usata stagionalmente come tempio/hof dedicato. Il cantiere di Hofstaðir, vicino a Mývatn (Islanda), punto focale del lavoro di Olsen, è stato riesumato e la disposizione dell'edificio e ulteriori scoperte sui resti di animali macellati ritualmente ora suggeriscono che fosse una casa di culto fino al rituale abbandono. Altri edifici che sono stati interpretati come case di culto sono stati trovati a Borg nell'Östergötland, Lunda nel Södermanland e Uppakra in Scania. Finora sono stati trovati resti di un tempio pagano sotto un chiesa medievale, a Mære nel Nord-Trøndelag, Norvegia.
In Norvegia, la parola hof sembra aver sostituito i termini più antichi che si riferivano a siti di culto all'aperto durante l'epoca vichinga ed è stato suggerito che l'uso degli edifici di culto sia stato introdotto in Scandinavia a partire dal III secolo su modello delle chiese cristiane proliferate nell'Impero carolingio, come parte di una serie di cambiamenti politici e religiosi che la società nordica stava allora vivendo. Alcune delle case di culto rinvenute si trovano all'interno di quelli che gli archeologi chiamano "luoghi centrali": insediamenti con varie funzioni religiose, politiche, giudiziarie e mercantili. Alcuni di questi luoghi centrali hanno toponimi con associazioni di culto, come Gudme (casa degli dei), Vä ( vé ) e Helgö (isola santa). Alcuni archeologi hanno affermato che sono stati progettati per rispecchiare la cosmologia del norreno, collegando così le pratiche rituali con visioni del mondo più ampie.

## Iconografia e immagini

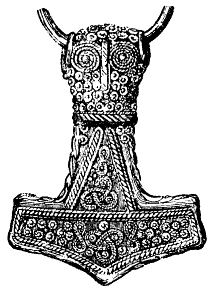
I ciondoli Mjölnir furono indossati dai pagani norreni dal IX al X secolo. Questo disegno di un ciondolo Mjolnir in argento placcato oro di 4,6 cm è stato trovato a Bredsätra a Öland, Svezia.

Il simbolo religioso più diffuso nella religione nordica vichinga era Mjöllnir, il martello di Thor. Questo simbolo compare per la prima volta nel IX secolo e può essere una risposta consapevole al simbolismo della croce cristiana. Sebbene si trovino in tutto il mondo vichingo, i ciondoli Mjöllnir si trovano più comunemente nelle tombe della Danimarca moderna, della Svezia sud-orientale e della Norvegia meridionale; la loro ampia distribuzione suggerisce la particolare popolarità di Thor. Quando si trovano nelle tombe a inumazione, è più probabile che i ciondoli Mjöllnir si trovino nelle tombe delle donne rispetto a quelle degli uomini. Gli esempi precedenti erano realizzati in ferro, bronzo o ambra, sebbene i pendenti in argento divennero di moda nel X secolo. Questa potrebbe essere stata una risposta alla crescente popolarità degli amuleti cristiani con croce.
I due simboli religiosi potrebbero essere coesistiti strettamente; un pezzo di prova archeologica che suggerisce che questo sia il caso è uno stampo in pietra ollare per la fusione di ciondoli scoperto a Trengården in Danimarca. Questo stampo aveva spazio per un ciondolo Mjöllnir e un crocifisso fianco a fianco, suggerendo che l'artigiano produttore dei ciondoli servisse entrambe le comunità religiose. Questi sono stati tipicamente interpretati come un simbolo protettivo, sebbene possano anche aver avuto associazioni con la fertilità, essendo indossati come amuleti, portafortuna o fonti di protezione. Tuttavia, circa il 10% di quelli scoperti durante gli scavi erano stati posti sopra urne crematorie, suggerendo che avessero un posto in certi rituali funerari.
Dei e dee erano raffigurati attraverso figurine, ciondoli, fibule e come immagini su armi. Thor è solitamente riconosciuto nelle raffigurazioni dal trasporto di Mjöllnir. Il materiale iconografico che suggerisce che altre divinità sono meno comuni di quelle collegate a Thor. Alcune testimonianze pittoriche, in particolare quella delle pietre pittoriche, si intersecano con le mitologie registrate nei testi successivi. Queste pietre pittoriche, prodotte nella Scandinavia continentale durante l'era vichinga, sono le prime rappresentazioni visive conosciute di scene mitologiche norrene. Tuttavia non è chiaro quale funzione avessero queste pietre pittoriche o cosa significassero per le comunità che le producevano.
Odino è stato identificato su vari bratteati d'oro prodotte dal V e VI secolo. Alcune figurine sono state interpretate come raffigurazioni di divinità. L'immagine Lindby di Skåne, in Svezia, è spesso interpretata come Odino a causa del suo occhio mancante; la statuetta in bronzo di Eyrarland in Islanda come Thor perché tiene un martello. Una statuetta in bronzo di Rällinge nel Södermanland è stata attribuita a Freyr perché ha un grande fallo, e un ciondolo d'argento di Aska nell'Östergötland è stato visto come Freya perché indossa una collana che potrebbe essere Brisingamen.
Un'altra immagine che ricorre nelle opere d'arte norrene del periodo è il valknut (il termine è moderno, non norreno). Questi simboli possono avere un'associazione specifica con Odino, perché spesso accompagnano immagini di guerrieri su pietre illustrate.

## La rinascita artistico-politica (XIX-XX secolo)

### Romanticismo, estetica e politica
Durante il Romanticismo, nel XIX secolo, vari nordeuropei s'interessarono sempre più all'antica religione norrena, vedendo in essa un'antica mitologia pre-cristiana che forniva un'alternativa alla dominante mitologia classica. Gli artisti iniziarono così a raffigurare dei e dee norreni nei loro dipinti e sculture, mentre i loro nomi venivano applicati a strade, piazze, giornali e aziende in tutte le parti del nord Europa.
La mitologia norreno/germanica ha fornito ispirazione a vari artisti, tra cui Richard Wagner, autore del celebre Der Ring des Nibelungen. Anche JRR Tolkien si ispirò ai miti norreni e germanici per creare il suo Legendarium, l'universo immaginario in cui ambientò romanzi come Il Signore degli Anelli. Durante gli anni '30 e '40, elementi della mitologia e della religione norreno/germanica furono adottati dalla Germania nazista e, dalla caduta dei nazisti, vari gruppi di estrema destra continuano ad usarli nei loro simboli, nomi e riferimenti: es. alcuni gruppi neonazisti usano Mjöllnir come simbolo.
Le teorie su una componente sciamanica dell'antica religione norrena sono state adottate da forme di neosciamanesimo nordico. Gruppi che praticavano quello che chiamavano seiðr sono stati istituiti in Europa e negli Stati Uniti negli anni '90.

### Studio accademico
La ricerca sull'antica religione norrena è stata interdisciplinare, coinvolgendo storici, archeologi, filologi, studiosi di toponimi, studiosi di letteratura e storici della religione. Studiosi di diverse discipline hanno però finito per adottare approcci diversi alla materia: es. molti studiosi di letteratura sono stati scettici sull'accuratezza della rappresentazione che un testo norreno fa della religione precristiana, mentre gli storici della religione sono del parere opposto.
L'interesse per la mitologia norrena originò nel XVIII secolo ed attirò in modo sistematico gli studiosi nel XIX. Poiché questa ricerca sviluppò sotto l'egida del Romanticismo, molti degli studiosi operanti nell'Ottocento e nel Novecento hanno inquadrato il loro approccio attraverso il nazionalismo e sono stati fortemente influenzati da nozioni romantiche di nazionalità, conquista e religione. La loro comprensione dell'interazione culturale è stata influenzata anche dal colonialismo e dall'imperialismo europei del tempo. Molti consideravano la religione precristiana come singolare e immutabile, identificavano direttamente la religione con la nazione e proiettavano i moderni confini nazionali sul passato dell'era vichinga.
A causa dell'uso dell'iconografia nordica e germanica da parte dei nazisti, la ricerca accademica sulla religione nordica si ridusse pesantemente dopo la seconda guerra mondiale. L'interesse accademico per l'argomento è ripreso alla fine del XX secolo. Nel XXI secolo, l'antica religione norrena è considerata una delle religioni non cristiane più conosciute d'Europa, insieme a quella della Grecia e di Roma.

### Esplicative
1. ↑  Poiché le religioni e le lingue spesso si diffondono a velocità diverse e coprono aree diverse, la questione dell'antichità delle strutture religiose e degli elementi essenziali della religione germanica settentrionale viene trattata separatamente dalla questione dell'età linguistica - The Nordic Languages, p. 390.
2. ↑  Il dio morente della religione germanica settentrionale è Baldr, quello dei Fenici è Ba'al - Vennemann 2012, p. 390.
3. ↑  Le argomentazioni di Kuhn risalgono almeno al suo saggio sul paganesimo germanico settentrionale nell'era paleocristiana - Niles & Amodio 1989, p. 25.
4. ↑  Fonti autentiche fonti dell'epoca del paganesimo germanico settentrionale (iscrizioni runiche, poesia antica, ecc.) - Lönnroth 1965, p. 25.
5. ↑  V.si le revisioni apportate alla storia del viaggio di Thor alla casa del gigante Geirröðr nella Þórsdrápa proposte da Turville-Petre 1975, pp. 24–25 e 79.
6. ↑  Tacito, XII.
«Traditori e disertori sono impiccati agli alberi; il codardo, l'imprudente, l'uomo macchiato di vizi abominevoli, viene immerso nel pantano della palude, con un ostacolo posto su di lui. Questa distinzione nella punizione significa che il crimine, secondo loro, dovrebbe, nell'essere punito, essere smascherato, mentre l'infamia dovrebbe essere sepolta alla vista.»
7. ↑  Olsen 1966, p. 285.
«Suggerisco che la costruzione del hof pagano in Islanda fosse in effetti identica alla veizluskáli [sala delle feste] della grande fattoria: un edificio d'uso quotidiano che in occasioni speciali diventava lo scenario dei raduni rituali di un gran numero di persone.»
8. ↑  Davidson 1988, p. 32.
«La sala di una fattoria utilizzata per le feste religiose comunali, forse quella del goði o uomo di spicco del distretto che avrebbe presieduto a tali raduni.»

### Bibliografiche
1. 1 2 3  Andrén 2011, p. 846.
2. ↑  Andrén 2014, p. 14.
3. ↑  Nordland 1969, p. 66.
4. ↑  Turville-Petre 1975, p. 3.
5. ↑  Näsström 1999, p. 12.
6. ↑  Näsström 2003, p. 1.
7. ↑  Hedeager 2011, p. 104.
8. ↑  Jennbert 2011, p. 12.
9. 1 2 3 4  Andrén, Jennbert & Raudvere 2006, p. 12.
10. 1 2  Andrén 2005, p. 106.
11. ↑  Turville-Petre 1975, p. 1.
12. ↑  Steinsland 1986, p. 212.
13. ↑  Abram 2011, p. 16.
14. ↑  DuBois 1999, p. 8.
15. ↑  DuBois 1999, p. 52.
16. ↑  Jesch 2004, p. 55.
17. 1 2  O'Donoghue 2008, p. 8.
18. 1 2  Simpson 1967, p. 190.
19. ↑  Clunies Ross 1994, p. 41.
20. ↑  Hultgård 2008, p. 212.
21. 1 2 3  Andrén 2011, p. 856.
22. 1 2  Davidson 1990, p. 14.
23. 1 2  Hultgård 2008, p. 212.
24. ↑  DuBois 1999, p. 42.
25. 1 2 3  Andrén 2011, p. 853.
26. ↑  Abram 2011, p. 105.
27. ↑  DuBois 1999, p. 41.
28. ↑  Brink 2001, p. 88.
29. ↑  DuBois 1999, pp. 44, 206.
30. 1 2 3  Andrén, Jennbert & Raudvere 2006, p. 13.
31. ↑  Andrén 2014, p. 16.
32. ↑  Bek-Pedersen 2011, p. 10.
33. ↑  Davidson 1990, p. 16.
34. ↑  DuBois 1999, p. 18.
35. ↑  DuBois1999, p. 7.
36. ↑  DuBois1999, p. 10.
37. ↑  DuBois1999, p. 22.
38. 1 2  Andrén, Jennbert & Raudvere 2006, p. 14.
39. ↑  Davidson 1993, pp. 1 e 18.
40. 1 2 3  Abram 2011, p. 9.
41. ↑  Turville-Petre 1975, pp. 82-83.
42. ↑  Turville-Petre 1975, p. 11.
43. ↑  (EN) Dronke U (a cura di), The Poetic Edda, Volume 3: Mythological Poems II, Oxford University Press, 2011,  p. 63, nota a "Hávamál", verso 144, ISBN 978-0-19-811182-5.
44. ↑  Näsström 1999, p. 12
45. ↑  Abram 2011, p. 10.
46. ↑  Davidson 1990, p. 15.
47. ↑  Turville-Petre 1975, p. 13.
48. ↑  Turville-Petre 1975, pp. 22-23.
49. ↑  Turville-Petre 1975, p. 24.
50. ↑  Abram 2011, p. 27.
51. 1 2  Davidson 1992, p. 337.
52. ↑  Abram 2011, p. 28.
53. ↑  Andrén, Religion, p. 846; Cosmology, p. 14.
54. ↑  Abram 2011, pp. 28-29.
55. ↑  Turville-Petre 1975, p. 8.
56. ↑  Abram 2011, pp. 2 e 4.
57. 1 2  Turville-Petre 1975, pp. 2-3.
58. 1 2  Abram 2011, p. 61.
59. ↑  De Vries 1970, Volume 1, p. 46.
60. ↑  Abram 2011, p. 60.
61. ↑  De Vries 1970, Volume 1, p. 60.
62. ↑  DuBois 1999, p. 5.
63. ↑  Lindow 2002, p. 3.
64. ↑  Abram 2011, pp. 53, 79.
65. ↑  Turville-Petre 1975, p. 6.
66. ↑  Abram 2011, p. 54.
67. ↑  Turville-Petre 1975, p. 7.
68. ↑  Abram 2011, p. 58.
69. ↑  Abram 2011, pp. 54-55.
70. ↑  DuBois 1999, pp. 20-21.
71. ↑  Cusack 1998, p. 160.
72. ↑  Abram 2011, p. 108.
73. 1 2  Sundqvist 2016, pp. 87-88.
74. ↑  O'Donoghue 2008, pp. 60-61.
75. 1 2  Cusack 1998, p. 161.
76. ↑  O'Donoghue 2008, p. 64.
77. ↑  Abram 2011, p. 182.
78. ↑  O'Donoghue 2008, p. 4.
79. 1 2  Jolly 1996, p. 36.
80. 1 2  Pluskowski 2011, p. 774.
81. ↑  Jesch 2011, pp. 19-20.
82. ↑  Gelling 1961, p. 13.
83. ↑  Meaney 1970, p. 120.
84. ↑  Jesch 2011, p. 15.
85. 1 2  DuBois 1999, p. 154.
86. 1 2  Cusack 1998, p. 151.
87. ↑  Jolly 1996, pp. 41-43.
88. ↑  Jesch 2004, p. 56.
89. ↑  Cusack 1998, pp. 119-27.
90. ↑  Cusack 1998, p. 135.
91. ↑  Cusack 1998, pp. 135-36.
92. ↑  Cusack 1998, p. 140.
93. ↑  Abram 2011, pp. 99-100.
94. ↑  Abram 2011, pp. 123-124.
95. ↑  Abram 2011, pp. 128-130.
96. ↑  Abram 2011, p. 141.
97. ↑  Davidson 1990, p. 12.
98. ↑  Cusack 1998, pp. 146-47.
99. ↑  Abram 2011, pp. 172-74.
100. ↑  Lindow 2002, pp. 7 e 9.
101. ↑  Cusack 1998, p. 163.
102. ↑  Abram 2011, p. 187.
103. ↑  Abram 2011, p. 188.
104. ↑  Cusack 1998, pp. 164-68.
105. ↑  Abram 2011, pp. 189-190.
106. ↑  Cusack 1998, p. 176.
107. ↑  Cusack 1998, p. 145.
108. ↑  Abram 2011, p. 176.
109. ↑  Davidson 1990, pp. 219-20.
110. ↑  Abram 2011, p. 156.
111. 1 2  Abram 2011, p. 171.
112. ↑  Cusack 1998, p. 168.
113. ↑  Cusack 1998, p. 179.
114. ↑  Davidson 1990, p. 23.
115. ↑  Abram 2011, p. 193.
116. ↑  Abram 2011, p. 178.
117. ↑  Abram 2011, pp. 201, 208.
118. 1 2  Abram 2011, p. 191.
119. ↑  Jesch 2004, pp. 57–59.
120. 1 2  Abram 2011, p. 207.
121. ↑  Abram 2011, pp. 208, 219.
122. ↑  O'Donoghue 2008, p. 6.
123. ↑  Schön 2004, pp. 169-179.
124. ↑  Abram 2011, p. 81.
125. ↑  (EN) Dronke, The Poetic Edda, Volume 2: Mythological Poems, rist. 2001, Oxford University Press, 1997,  pp. 61–62, 68–79, ISBN 978-0-19-811181-8.
126. 1 2  O'Donoghue 2008, p. 19.
127. ↑  Abram 2011, pp. 79, 228.
128. ↑  O'Donoghue 2008, pp. 23-24.
129. 1 2  O'Donoghue 2008, p. 67.
130. ↑  Abram 2011, p. 151.
131. ↑  De Vries 1970, Volume 1, p. 265.
132. ↑  Abram 2011, pp. 62-63.
133. ↑  DuBois 1999, p. 59.
134. ↑  Davidson 1990, p. 219.
135. ↑  Sundqvist 2016, pp. 87-90.
136. ↑  O'Donoghue 2008, p. 27.
137. ↑  Nordland 1969, p. 67.
138. ↑  Skáldskaparmál, ch. 14, 15, 29; Edda Snorra Sturlusonar: udgivet efter handskrifterne, ed. Finnur Jónsson, Copenaghen: Gyldendal, 1931, pp. 97–98, 110.
139. ↑  Rooth 1961, pp. 162-65.
140. ↑  (EN) Motz L, Sister in the Cave; the stature and the function of the female figures of the Eddas, in Arkiv för nordisk filologi, vol. 95, 1980,  pp. 168-182.
141. ↑  DuBois 1999, p. 46.
142. 1 2  DuBois 1999, p. 47.
143. ↑  (EN) Gíslason J, Acceptance of Christianity in Iceland in the Year 1000 (999), in Old Norse and Finnish Religions and Cultic Place-Names, Turku, Donner Institute for Research in Religious and Cultural History, 1991,  pp. 223-255, OCLC 474369969.
144. ↑  Simek 2008, "Þorgerðr Hǫlgabrúðr", pp. 326–327.
145. ↑  De Vries 1970, Volume 2, p. 284.
146. ↑  Turville-Petre 1975, pp. 256-57.
147. ↑  Lindow 2002, "Norns", pp. 244–45.
148. ↑  De Vries 1970, p. 272.
149. ↑  DuBois 1999, p. 50.
150. ↑  Davidson 1990, p. 214.
151. ↑  Turville-Petre 1975, p. 221.
152. ↑  Davidson 1990, p. 61.
153. ↑  De Vries 1970, Volume 1, pp. 273–74.
154. ↑  Simek 2008, "Giants", p. 107.
155. ↑  Motz 1982, p. 70.
156. ↑  O'Donoghue 2008, p. 232.
157. ↑  Steinsland 1986, pp. 212–13.
158. ↑  Motz 1982, p. 72.
159. ↑  O'Donoghue 2008, p. 116.
160. 1 2 3  O'Donoghue 2008, p. 16.
161. ↑  O'Donoghue 2008, p. 13.
162. ↑  O'Donoghue 2008, p. 14.
163. ↑  O'Donoghue 2008, pp. 114-15.
164. ↑  O'Donoghue 2008, p. 15.
165. ↑  Hultgård 2008, p. 215.
166. ↑  O'Donoghue 2008, pp. 17-18.
167. ↑  Abram 2011, pp. 157-158 e 163-165.
168. ↑  Davidson 1990, pp. 143-144.
169. ↑  Simek 2008, "Odin's (self-)sacrifice", p. 249.
170. ↑  Turville-Petre 1975, pp. 11, 48–50.
171. ↑  Simek 2008, "Runes", p. 269.
172. ↑  Turville-Petre 1975, pp. 64-65.
173. ↑  DuBois 1999, p. 104.
174. ↑  DuBois 1999, p. 123.
175. 1 2 3  Andrén 2011, p. 855.
176. ↑  Davidson 1990, p. 117.
177. ↑  Turville-Petre 1975, p. 65.
178. ↑  DuBois 1999, p. 136.
179. ↑  De Vries 1970, Volume 1, p. 332.
180. ↑  Davidson 1990, p. 121.
181. ↑  DuBois 1999, p. 128.
182. ↑  Davidson 1990, p. 119.
183. ↑  DuBois 1999, p. 129.
184. ↑  Schnurbein 2003, pp. 117-118.
185. ↑  DuBois 1999, p. 130.
186. ↑  Schnurbein 2003, p. 117.
187. ↑  Turville-Petre 1975, p. 50.
188. ↑  Schnurbein 2003, p. 119.
189. ↑  De Vries 1970, Volume 1, pp. 330–333.
190. 1 2  Andrén 2011, p. 849.
191. ↑  Schnurbein 2003, p. 123.
192. ↑  Abram 2011, p. 4.
193. 1 2 3  DuBois 1999, p. 79.
194. ↑  DuBois 1999, p. 81.
195. ↑  Abram 2011, p. 212.
196. ↑  DuBois 1999, p. 89.
197. ↑  Abram 2011, p. 107.
198. ↑  Abram 2011, pp. 105-106.
199. ↑  Abram 2011, p. 78.
200. ↑  Abram 2011, p. 116.
201. ↑  Abram 2011, p. 119.
202. ↑  Abram 2011, p. 80.
203. ↑  DuBois 1999, p. 77.
204. ↑  DuBois 1999, p. 85.
205. ↑  DuBois 1999, pp. 87-88.
206. ↑  Abram 2011, pp. 75-76.
207. ↑  Andrén 2011, pp. 848-849.
208. 1 2  Andrén 2005, p. 108.
209. ↑  Andrén 2011, pp. 853 e 855.
210. 1 2  Abram 2011, p. 70.
211. ↑  Turville-Petre 1975, p. 251.
212. ↑  Turville-Petre 1975, p. 244.
213. ↑  Simpson 1967, p. 193.
214. ↑  Magnell 2012, p. 195.
215. ↑  Magnell 2012, p. 196.
216. ↑  Davidson 1992.
217. ↑  Turville-Petre 1975, p. 273.
218. ↑  Turville-Petre 1975, p. 239.
219. ↑  "Hrafnkel's Saga", tr. Hermann Pálsson, in Hrafnkel's Saga and Other Icelandic Stories, Harmondsworth, Middlesex: Penguin, 1985, ISBN 9780140442380, ch. 1: "He loved Frey above all the other gods and gave him a half-share in all his best treasures. ... He became their priest and chieftain, so he was given the nickname Frey's-Priest."
220. 1 2  Abram 2011, p. 71.
221. ↑  Turville-Petre 1975, p. 255.
222. ↑  Turville-Petre 1975, pp. 245-246.
223. ↑  Kjalnesinga saga, Vatnsdæla saga; De Vries Volume 1, p. 410, Turville-Petre, p. 254.
224. ↑  Turville-Petre 1975, p. 254.
225. ↑  Turville-Petre 1975, p. 253.
226. ↑  De Vries 1970, Volume 1, p. 414.
227. ↑  Davidson 1992, p. 333.
228. ↑  De Vries 1970, Volume 1, p. 415.
229. ↑  Davidson 1992, p. 334.
230. ↑  Abram 2011, p. 72.
231. ↑  Davidson 1992, p. 336.
232. ↑  Abram 2011, p. 73.
233. ↑  Brink 2001, p. 96.
234. ↑  Andrén 2005, pp. 108-109.
235. 1 2  Lund 2010, p. 51.
236. ↑  Hutton 2013, p. 328.
237. 1 2  Andrén 2005, p. 110.
238. ↑  Andrén 2011, pp. 853-854.
239. ↑  De Vries 1970, Volume 1, pp. 181–183.
240. ↑  De Vries 1970, Volume 1, pp. 178–180.
241. ↑  De Vries 1970, Volume 1, pp. 184, 208, 294–95.
242. ↑  De Vries 1970, Volume 1, pp. 185–86.
243. ↑  De Vries 1970, Volume 1, p. 187.
244. ↑  Turville-Petre 1975, p. 81.
245. ↑  (EN) Ross MC, Reading "Þrymskviða", in Acker P e Larrington C (a cura di), The Poetic Edda: Essays on Old Norse Mythology, Routledge medieval casebooks, New York e Londra, Routledge, 2002,  pp. 177-94, ISBN 9780815316602.
246. ↑  De Vries 1970, Volume 1, p. 237.
247. 1 2  Leifsson 2012, p. 185.
248. ↑  DuBois 1999, p. 71.
249. ↑  DuBois 1999, p. 72.
250. ↑  Leifsson 2012, p. 184.
251. 1 2 3  Abram 2011, p. 74.
252. ↑  DuBois 1999, p. 73.
253. ↑  DuBois 1999, p. 80.
254. ↑  Abram 2011, pp. 74-75.
255. ↑  Gylfaginning, 48
256. ↑  Simek 2008, "Hringhorni", pp. 159–60; "Hyrrokkin", p. 170.
257. 1 2 3  Hultgård 2008, p. 217.
258. ↑  Hedeager 2002, p. 5.
259. ↑  Abram 2011, p. 100.
260. 1 2 3  DuBois 1999, p. 66.
261. ↑  Price & Mortimer 2014, pp. 517-518.
262. ↑  Abram 2011, p. 92.
263. 1 2  Berend 2007, p. 124.
264. ↑  Sundqvist, pp. 131, 394.
265. ↑  Turville-Petre 1975, pp. 237-238.
266. ↑  Brink 2001, p. 100.
267. ↑  Davidson 1943, p. 90.
268. ↑  DuBois 1999, p. 76.
269. ↑  Davidson 1990, pp. 101-102.
270. ↑  Turville-Petre 1975, pp. 69, 165–66.
271. ↑  Brink 2001, p. 77.
272. 1 2  De Vries 1970, Volume 1, pp. 382, 389, 409–10.
273. 1 2  Turville-Petre 1975, pp. 244-245.
274. 1 2  Simek 2008, "Uppsala temple", pp. 341–342.
275. ↑  Abram 2011, p. 69.
276. ↑  Olsen 1966, pp. 127-142 e 282-283.
277. ↑  (EN) Bradley R, Ritual and Domestic Life in Prehistoric Europe, Londra e New York, Routledge, 2005,  pp. 43-44, ISBN 0-415-34550-2. cit. (EN) Price NS, The Viking Way: Religion and War in Late Iron Age Scandinavia [TESI], Università di Uppsala - Dip. Archeologia e Storia antica, 2002,  p. 61, ISBN 9789150616262.
278. ↑  Lucas & McGovern 2007, pp. 7-30.
279. 1 2 3 4  Andrén 2011, p. 854.
280. ↑  Magnell 2012, p. 199.
281. ↑  Davidson 1988, pp. 31-32.
282. ↑  Turville-Petre 1975, p. 243.
283. ↑  Hedeager 2002, p. 7.
284. ↑  Hedeager 2002, pp. 11-12.
285. 1 2  Abram 2011, p. 65.
286. ↑  Abram 2011, p. 5.
287. 1 2 3 4  Abram 2011, p. 66.
288. 1 2  DuBois 1999, p. 159.
289. ↑  O'Donoghue 2008, p. 60.
290. ↑  Abram 2011, pp. 5, 65–66.
291. 1 2 3  Andrén 2011, p. 851.
292. ↑  Abram 2011, p. 7.
293. ↑  Abram 2011, p. 6.
294. ↑  Abram 2011, p. 77.
295. ↑  Davidson 1990, p. 147.
296. ↑  Abram 2011, pp. 77-78.
297. 1 2 3 4 5  Andrén 2011, p. 847.
298. ↑  Staecker 1999, p. 89.
299. ↑  Schnurbein 2003, pp. 133-134.
300. ↑  Näsström 1999, pp. 177-179.
301. ↑  Davidson 1990, p. 17.
302. 1 2  DuBois 1999, p. 11.
303. ↑  Andrén 2005, p. 105.

### Fonti primarie
- (LA) Adamo da Brema, Gesta Hammaburgensis ecclesiae pontificum, 1075-1076.
- (NON) Edda poetica, XIII secolo.
- (IS) Saghe degli Islandesi, pre-XII secolo.
- (IS) Saghe leggendarie, XIV secolo.
- (LA) Saxo Grammaticus, Gesta Danorum, 1208.
- (NON) Sturluson S, Edda in prosa, 1220.
- (LA) Tacito, Germania.

### Fonti secondarie
In italiano
- Isnardi GC, I miti nordici, illustrazioni di Arcidiacono G, Milano, Longanesi, 1991, ISBN 88-304-1031-4.

In altre lingue
- (EN) Abram C, Myths of the Pagan North: The Gods of the Norsemen, New York e Londra, Continuum, 2011, ISBN 978-1847252470.
- (EN) Andrén A, Tracing Old Norse Cosmology: The World Tree, Middle Earth, and the Sun in Archaeological Perspectives, Lund, Nordic Academic Press, 2014, ISBN 978-91-85509-38-6.
- (EN) Andrén A, Old Norse and Germanic Religion, in Insoll T (a cura di), The Oxford Handbook of the Archaeology of Ritual and Religion, Oxford University Press, 2011,  pp. 846-62, ISBN 978-0-19-923244-4.
- (EN) Andrén A, Behind "Heathendom": Archaeological Studies of Old Norse Religion, in Scottish Archaeological Journal, vol. 27, 2005,  pp. 105-38, DOI:10.3366/saj.2005.27.2.105, JSTOR 27917543.
- (EN) Andrén A, Jennbert K e Raudvere C, Old Norse Religion: Some Problems and Prospects, in Andrén A, Jennbert K e Raudvere C (a cura di), Old Norse Religion in Long-Term Perspectives, Lund, Nordic Academic Press, 2006,  pp. 11-14, ISBN 978-9189116818.
- (EN) Bandle O [et al.] (a cura di), The Nordic Languages : An International Handbook of the History of the North Germanic Languages, vol. 1, Walter de Gruyter, 2002,  p. 390, ISBN 978-3110197051.
- (EN) Bek-Pedersen K, The Norns in Old Norse Mythology, Edimburgo, Dunedin Academic Press, 2011, ISBN 978-1-906716-18-9.
- (EN) Berend N, Christianization and the Rise of Christian Monarchy: Scandinavia, Central Europe and Rus' c. 900–1200, Cambridge University Press, 2007,  pp. 124-139, ISBN 978-0-521-87616-2.
- (DE) Brink S, Mythologizing Landscape: Place and Space of Cult and Myth, in Stausberg M (a cura di), Kontinuitäten und Bruche in der Religionsgeschichte, Berlino, De Gruyter, 2001,  pp. 76-112, ISBN 978-311017264-5.
- (EN) Margaret Clunies Ross, Prolonged Echoes: Old Norse Myths in Medieval Northern Society: Volume 1: The Myths, Odense University Press, 1994, ISBN 978-8778380081.
- (EN) Carole M. Cusack, Conversion Among the Germanic Peoples, London and New York, Cassell, 1998, ISBN 978-0304701551.
- (EN) Davidson HRE, The Lost Beliefs of Northern Europe, Londra e New York, Routledge, 1993, ISBN 978-041504937-5.
- (EN) Davidson HRE, Human Sacrifice in the Late Pagan Period in North Western Europe, in Carver M (a cura di), The Age of Sutton Hoo: The Seventh Century in North-Western Europe, Woodbridge, Boydell Press, 1992,  pp. 331–40, ISBN 978-085115330-8.
- (EN) Davidson HRE, Gods and Myths of Northern Europe, London, Penguin, 1990  [1964], ISBN 978-0-14-013627-2.
- (EN) Davidson HRE, Myths and Symbols in Pagan Europe: Early Scandinavian and Celtic Religions, Manchester University Press, 1988, ISBN 978-071902207-4.
- (EN) Davidson HRE, The Road to Hel: A Study of the Conception of the Dead in the Old Norse Literature, Cambridge University Press, 1943, OCLC 1001026528.
- (DE) De Vries J, Altgermanische Religionsgeschichte, Grundriss der germanischen Philologie 12, 3. (rist. della 2.), Berlino, De Gruyter, 1970  [1956, 1957], OCLC 799742942.
- (EN) DuBois TA, Nordic Religions in the Viking Age, Philadelphia, University of Pennsylvania Press, 1999, ISBN 978-081221714-8.
- (EN) Gelling M, Place-Names and Anglo-Saxon Paganism, in University of Birmingham Historical Journal, vol. 8, 1961,  pp. 7-25.
- (EN) Lotte Hedeager, Scandinavian 'Central Places' in a Cosmological Setting, in Lars Larsson e Birgitta Hårdh (a cura di), Central Places in the Migration and Merovingian Periods: Papers from the 52nd Sachsen Symposium, Archa Archaeologica Lundensia Series, Lund, 2002,  pp. 3-18, ISBN 978-912201979-4.
- (EN) Lotte Hedeager, Iron Age Myth and Materiality: An Archaeology of Scandinavia AD 400–1000, Londra e New York, Routledge, 2011, ISBN 978-113681725-0.
- (EN) Anders Hultgård, The Religion of the Vikings, in Neil Price e Stefan Brink (a cura di), The Viking World, Londra e New York, Routledge, 2008,  pp. 212-18, ISBN 978-113431826-1.
- (EN) Ronald Hutton, Pagan Britain, New Haven e Londra, Yale University Press, 2013, ISBN 978-0-300-197716.
- (EN) Kristina Jennbert, Animals and Humans: Recurrent Symbiosis in Archaeology and Old Norse Religion, Nordic Academic Press, 2011, ISBN 978-9185509379.
- (EN) Jesch J, The Norse Gods in England and the Isle of Man, in Anlezark (a cura di), Myths, Legends, and Heroes: Essays on Old Norse and Old English Literature, Toronto, University of Toronto Press, 2011,  pp. 11-24, ISBN 978-0802099471.
- (EN) Jesch J, Scandinavians and 'Cultural Paganism' in Late Anglo-Saxon England, in Cavill P (a cura di), The Christian Tradition in Anglo-Saxon England: Approaches to Current Scholarship and Teaching, Cambridge, D. S. Brewer, 2004,  pp. 55-68, ISBN 978-0859918411.
- (EN) Jolly KL, Popular Religion in Late Saxon England: Elf Charms in Context, Chapel Hill, University of North Carolina Press, 1996, ISBN 978-0807845653.
- (EN) Leifsson R, Evolving Traditions: Horse Slaughter as Part of Viking Burial Customs in Iceland, in Pluskowski A (a cura di), The Ritual Killing and Burial of Animals: European Perspectives, Oxford, Oxbow, 2012,  pp. 184-194, ISBN 978-1-84217-444-9.
- (EN) Lindow J, Norse Mythology: A Guide to Gods, Heroes, Rituals, and Beliefs, New York, Oxford University Press, 2002, ISBN 978-019983969-8.
- (EN) Lindow J, Narrative Worlds, Human Environments, and Poets, in Andrén A, Jennbert K e Raudvere C (a cura di), Old Norse Religion in Long-Term Perspectives, Lund, Nordic Academic Press, 2006,  pp. 21-25, ISBN 978-9189116818.
- (EN) Lönnroth L, European Sources of Icelandic Saga-Writing: An Essay Based on Previous Studies, Thule, 1965,  p. 25.
- (EN) Lucas G e McGovern T, Bloody Slaughter: Ritual Decapitation and Display at the Viking Settlement of Hofstaðir, Iceland, in European Journal of Archaeology, vol. 10, n. 1, 2007,  pp. 7-30, DOI:10.1177/1461957108091480.
- (EN) Lund J, At the Water's Edge, in Alex Sanmark, Sarah Semple e Martin Carver (a cura di), Signals of Belief in Early England: Anglo-Saxon Paganism Revisited, Oxford e Oakville, Oxbow Books, 2010,  pp. 49-66, ISBN 978-1-84217-395-4.
- (EN) Magnell O, Sacred Cows or Old Beasts? A Taphonomic Approach to Studying Ritual Killing with an Example from Iron Age Uppåkra, Sweden, in Pluskowski A (a cura di), The Ritual Killing and Burial of Animals: European Perspectives, Oxford e Oakville, Oxbow Books, 2012,  pp. 195-207, ISBN 978-1-84217-444-9.
- (EN) Meaney A, Æthelweard, Ælfric, the Norse Gods and Northumbria, in Journal of Religious History, vol. 6, n. 2, 1970,  pp. 105-32, DOI:10.1111/j.1467-9809.1970.tb00557.x.
- (EN) Motz L, Giants in Folklore and Mythology: A New Approach, in Folklore, vol. 93, n. 1, 1982,  pp. 70-84, DOI:10.1080/0015587X.1982.9716221, JSTOR 1260141.
- (EN) Näsström BM, Fragments of the Past: How to Study Old Norse Religion, in Scripta Instituti Donneriani Aboensis, vol. 17, n. 2, 1999,  pp. 177-85, DOI:10.30674/scripta.67271.
- (EN) Näsström BM, Freya: The Great Goddess of the North, Harwich Port, Clock and Rose Press, 2003  [1995], ISBN 978-1-593-86019-6.
- (EN) Niles JD e Amodio M, Anglo-Scandinavian England: Norse-English relations in the period before the Conquest, University Press of America, 1989,  p. 25, ISBN 978-0819172679.
- (EN) Nordland O, Valhall and Helgafell: Syncretistic Traits of the Old Norse Religion, in Scripta Instituti Donneriani Aboensis, vol. 3, 1969,  pp. 66-99, DOI:10.30674/scripta.67032.
- (EN) O'Donoghue H, From Asgard to Valhalla: The Remarkable History of the Norse Myths, Londra e New York, I. B. Tauris, 2008, ISBN 978-1845113575.
- (DA) Olsen O, Hørg, Hov og Kirke: Historiske og Arkæologiske Vikingetidsstudier, Copenhagen, Gad, 1966, OCLC 6819543.
- (EN) Pluskowski A, The Archaeology of Paganism, in Hinton DA, Crawford S e Hamerow H (a cura di), The Oxford Handbook of Anglo-Saxon Archaeology, Oxford University Press, 2011,  pp. 764–78, ISBN 978-0199212149.
- (EN) Price N e Mortimer P, An Eye for Odin? Divine Role-Playing in the Age of Sutton Hoo, in European Journal of Archaeology, vol. 17, n. 3, 2014,  pp. 517-38, DOI:10.1179/1461957113Y.0000000050.
- (EN) Rooth AB, Loki in Scandinavian Mythology, Lund, C. W. K. Gleerup, 1961.
- (EN) Schnurbein S, Shamanism in the Old Norse Tradition: A Theory between Ideological Camps, in History of Religions, vol. 43, n. 2, 2003,  pp. 116-38, DOI:10.1086/423007.
- (SV) Schön E, Asa-Tors hammare: gudar och jättar i tro och tradition, Hjalmarson & Högberg Bokförlag, 2004,  pp. 169-179, ISBN 917224082-2.
- (EN) Simek R, Dictionary of Northern Mythology, new, Boydell & Brewer, 2008, ISBN 978-0859915137.
- (EN) Simpson J, Some Scandinavian Sacrifices, in Folklore, vol. 78, n. 3, 1967,  pp. 190-202, DOI:10.1080/0015587X.1967.9717093.
- (EN) Staecker J, Thor's Hammer: Symbol of Christianization and Political Delusion, in Lund Archaeological Review, vol. 5, 1999,  pp. 89-104.
- (EN) Steinsland G, Giants as Recipients of Cult in the Viking Age?, in Steinsland (a cura di), Words and Objects: Towards a Dialogue between Archaeology and History of Religion, Oslo, Norwegian University Press, 1986,  pp. 212–22, ISBN 978-820007751-0.
- (EN) Sundqvist O, An Arena for Higher Powers: Ceremonial Buildings and Religious Strategies for Rulership in Late Iron Age Scandinavia, Studies in the History of Religions, vol. 150, Leida/Boston, Brill, 2016, ISBN 978-900429270-3.
- (EN) Turville-Petre EOG, Myth and Religion of the North: The Religion of Ancient Scandinavia, Westport, Greenwood Press, 1975  [1964].
- (EN) Vennemann T, Germania Semitica, Walter de Gruyter, 2012, ISBN 978-3110300949.